# 2010
Rok 2010 (MMX) gregoriánského kalendáře začal v pátek 1. ledna a skončil v pátek 31. prosince.

## Události
Automatický abecedně řazený seznam viz Kategorie:Události roku 2010

### Česko
- 1. ledna – Prezident Václav Klaus přednesl tradiční novoroční projev, který trval 15 minut.
- 17. únor – Nejvyšší správní soud rozpustil neonacistickou Dělnickou stranu.
- 8. dubna – Barack Obama a Dmitrij Medveděv v Praze podepsali dohodu Novou dohodu START o jaderném odzbrojení.
- 10. dubna – Do úřadu 36. pražského arcibiskupa byl uveden Dominik Duka, nahradil tak svého předchůdce kardinála Miloslava Vlka.
- 12. dubna – Byla zahájena stavba nového úseku linky A pražského metra z Dejvic do Motola.
- 23. května – Česká hokejová reprezentace vyhrála mistrovství světa v ledním hokeji, když ve finále porazila Rusko 2:1.
- 28.–29. května 2010 – volby do Poslanecké sněmovny Parlamentu České republiky vyhrála ČSSD těsně následovaná ODS. Do sněmovny se dále dostaly strany TOP 09, KSČM a Věci veřejné. V důsledku volebních výsledků rezignoval předseda ČSSD Jiří Paroubek následovaný předsedou KDU-ČSL Cyrilem Svobodou, předsedou Zelených Ondřejem Liškou a Milošem Zemanem předsedou SPOZ.
- 25. června – Konec prvotní soutěže krásy v ČR – MISS České republiky. Soutěž převzala MISS ČSFR 1991 – Michaela Maláčová a spojila jí s konkurenční soutěží Česká Miss.
- 13. července – ukončení rozšířené podpory operačního systému Windows 2000
- 20. září byl otevřen nový 23 km dlouhý úsek Pražského okruhu
- 15.–16. října – konaly se komunální a senátní volby v Česku
- 10. listopad – premiéra muzikálu Mary Poppins v Městském divadle Brno
- 20. listopad – Ukončena výroba automobilu Škoda Octavia první generace. Celkem bylo vyrobeno 1 442 126 kusů.

### Svět

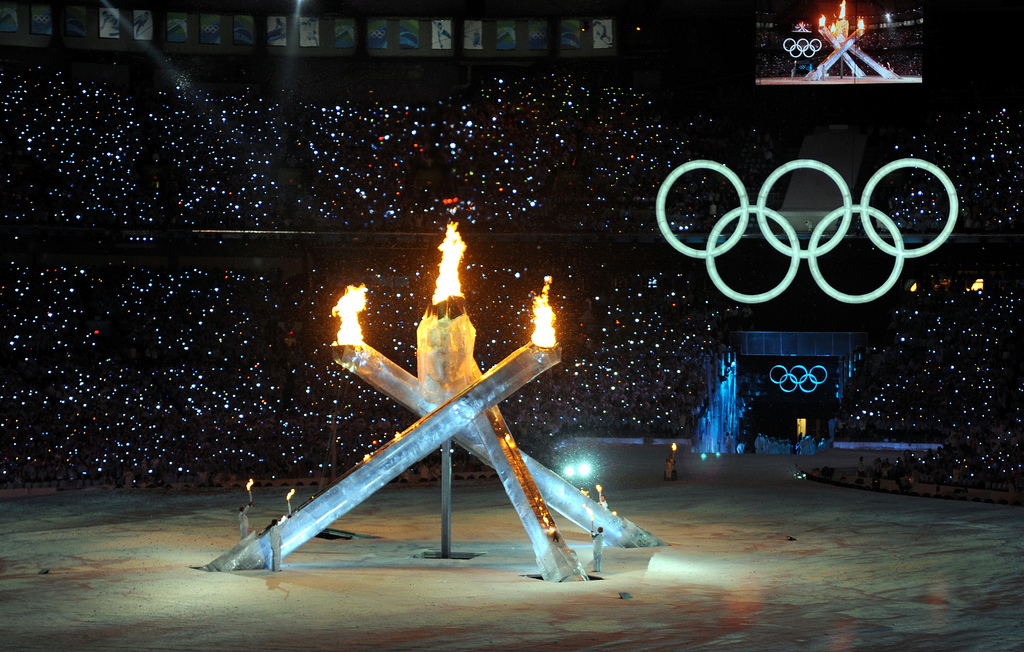
XXI. zimní olympijské hry v kanadském Vancouveru

- 4. ledna – Byla slavnostně otevřena nejvyšší člověkem vybudovaná stavba Burdž Chalífa v Dubaji ve Spojených arabských emirátech.
- 12. ledna – Hlavní město Haiti Port-au-Prince bylo zničeno zemětřesením. Katastrofa si vyžádala 212 tisíc obětí.
- 13. ledna – Josif Vissarionovič Stalin, Lazar Kaganovič, Vjačeslav Molotov a Pavel Postyšev byli shledáni vinnými za zorganizování hladomoru na Ukrajině.
- 23. ledna – Proběhl Hope for Haiti Now benefiční koncert na pomoc obětem Zemětřesení na Haiti.
- 3. února – Írán provedl úspěšný test rakety Kavošgar 3, která vynesla do vesmíru myš, želvy a červy, na zem se vrátila kabina 4. února.
- 7. února – Super Bowl XLIV. se odehrál na Dolphin Stadium v Miami Gardens, vítězem se stali New Orleans Saints.
- 8. února – Vítězem ukrajinských prezidentských voleb se stal Viktor Janukovyč.
- 12.–28. února – XXI. zimní olympijské hry v kanadském Vancouveru.
- 7. března – V Iráku proběhly parlamentní volby i přes násilnosti, které je provázely dosáhla volební účast 62%. Volby vyhrála koalice Národní irácké hnutí vedené Ajádem Alávím.
- 9. března – Americký sériový vrah Rodney Alcala byl pravomocně odsouzen k trestu smrti.
- 26. března – Jihokorejská korveta Čchonan (PCC-772) byla potopena v důsledku výbuch severokorejského torpéda. Zahynulo 46 námořníků.
- 29. březen – Dagestánské atentátnice provedly sebevražedné útoky v moskevském metru. Útoky si vyžádaly celkem 40 mrtvých.
- 10. dubna – Havárie Tu-154 u Smolenska, při níž zemřel i polský prezident Lech Kaczyński.
- 14. dubna – Výbuch sopky na Islandu, která se nachází pod ledovcem Eyjafjallajökull, vedl k mnohatýdennímu přerušení letecké dopravy přes celý severozápad Evropy.
- 20. dubna – U pobřeží Louisiany explodovala plovoucí ropná plošina Deepwater Horizon. Následný unik ropy do vod Mexického zálivu, způsobil největší ekologickou katastrofu v historii těžby ropy.
- 25. dubna – Parlamentní volby v Maďarsku drtivě vyhrála křesťanskodemokratická strana Fidesz. Dosud vládnoucí Maďarská socialistická strana skončila druhá, srovnatelný počet mandátů získalo radikální Hnutí za lepší Maďarsko. Posledním hnutím, které ve volbách uspělo, je zelená Politika může být jiná.
- 1. května až 31. října – Expo 2010, světová výstava v čínské Šanghaji
- 3. května – Evropská unie a Mezinárodní měnový fond přislíbily zadluženému Řecku historicky rekordní finanční pomoc ve výši 120 miliard eur na období 3 let výměnou za další hluboká úsporná opatření. Prosazovaná opatření vyvolaly protesty a stávky odborářů, ale i násilná střetnutí radikálů s policii.
- 7. května – Všeobecné volby ve Spojeném království vyhráli konzervativci Davida Camerona. Následovaní dosud vládnoucí Labouristickou stranou. Vládu složila koalice konzervativců a liberálů pod vedením Davida Camerona.
- 21. května – Američtí vědci pod vedením Craiga Ventera vytvořili první umělou buňku na světě.
- 15. květen – Vydatné srážky nad Slovenskem a Českou republikou způsobily povodeň, která krom zmíněních zemí zasáhla také Polsko a Maďarsko.
- 31. května – Nečekaně rezignoval německý prezident Horst Köhler.
- 19. června – Švédská korunní princezna Viktorie se provdala za svého přítele Daniela Westlinga.
- 24. června – Australská politička Julia Gillardová nahradila ve vedení vládní Australské strany práce jejího dosavadního lídra Kevina Rudda a jako první žena v historii Austrálie se stala premiérkou.
- 27. června – Lékaři z nemocnice Henri-Mondor (Paříž) dokončili po dvou dnech jako první na světě transplantaci celého obličeje včetně víček a slzovodů.
- 22. července – Mezinárodní soudní dvůr v Haagu posvětil osamostatnění Kosova.
- 23. července – Vznikla irsko-anglická chlapecká hudební skupina One Direction.
- 14.–26. srpna – Uskutečnily se 1. Letní olympijské hry mládeže 2010 v Singapuru.
- 19. srpna – Poslední bojová brigáda americké armády se stáhla z Iráku. Skončila tak americká účast ve válce v Iráku.
- 4. října – Protržení hráze odkaliště poblíž maďarského města Ajka a následné zaplavení několika sídel červeným kalem způsobilo rozsáhlou ekologickou katastrofu, která způsobila smrt 10 lidí a zranění více než 130 dalších.
- 29. října – 70 ruských agentů s podporou bojových vrtulníků zasáhlo v afghánském okrese Ačin a zničilo zde čtyři drogové laboratoře a zásoby heroinu a morfia za čtvrt miliardy dolarů. Jde o první ruský zásah v Afghánistánu od roku 1989.
- 7. listopadu – V urychlovači LHC se podařilo stanovit nový teplotní rekord, srážkami jader atomu olova byla vytvořena mikroskopická ohnivá koule o teplotě deset miliard stupňů Celsia.
- 18. listopadu – Byla objevena první planeta zrozená mimo naši galaxii, obíhá hvězdu HIP 13044, od Země je vzdálená 2000 světlených let a je větší jak Jupiter.
- 27. prosince
  - V Německu propukl dioxinový skandál, když se do systému RASFF dostaly informace o krmivech kontaminovaných rakovinotvornými dioxiny.
  - Byla dokončena výstavba mrakodrapu The Austonian.

## Uskutečněné události

### Věda a technika
- V lednu a únoru bylo oznámeno historicky první rozluštění barev opeření dinosaurů rodu Sinosauropteryx (stáří 125 milionů let) a Anchiornis huxleyi (stáří 155 milionů let).
- 20. listopadu – premiéra muzikálu Mary Poppins v Městském divadle Brno

### Kultura
- V roce 2010 se konala hinduistická pouť Kumbhaméla v indickém Haridváru.

### Sport
- 4.–11. prosince – Mistrovství světa ve florbale ve Finsku

## Narození

### Česko
- 14. září – Klára Gibišová, klavíristka

### Svět
- 29. prosince – Savannah Phillipsová, britská aristokratka, členka britské královské rodiny

## Úmrtí

### Česko
- 6. ledna

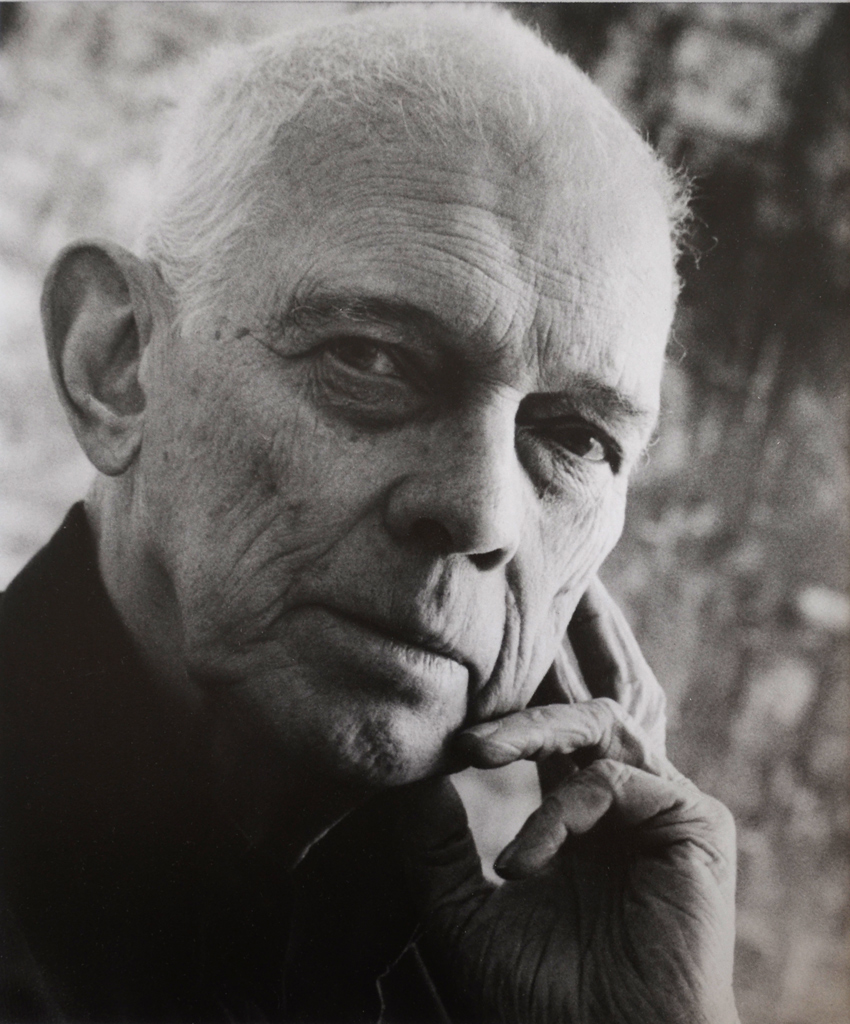
Ivan Medek († 6. ledna)

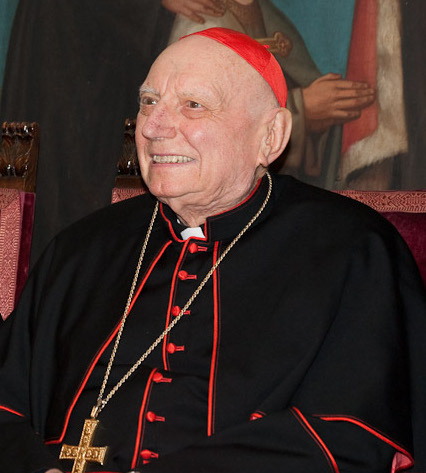
Tomáš Špidlík († 16. dubna)

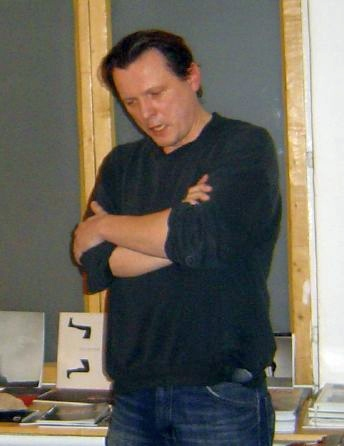
Jan Balabán († 23. dubna)

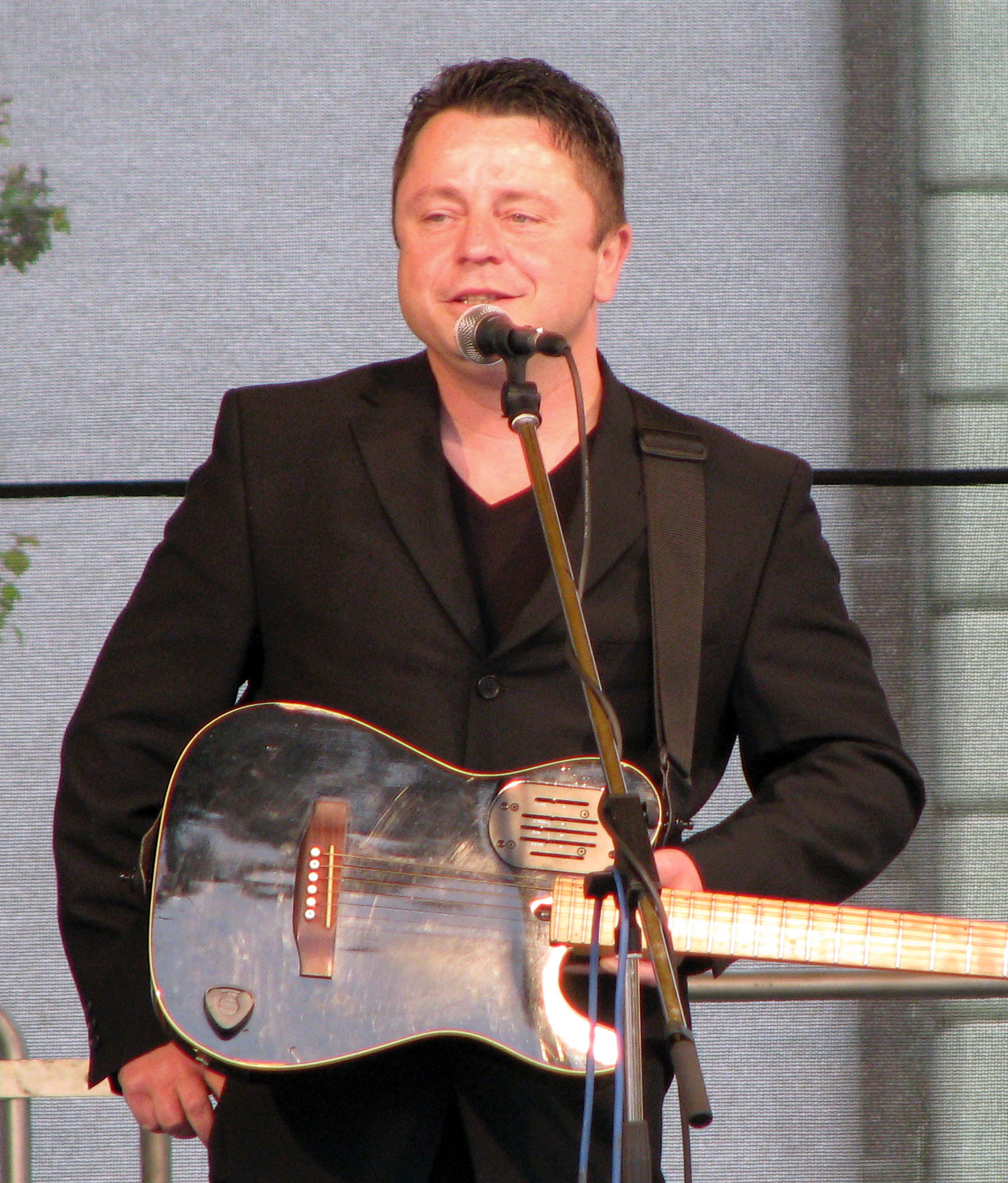
Petr Muk († 24. května)

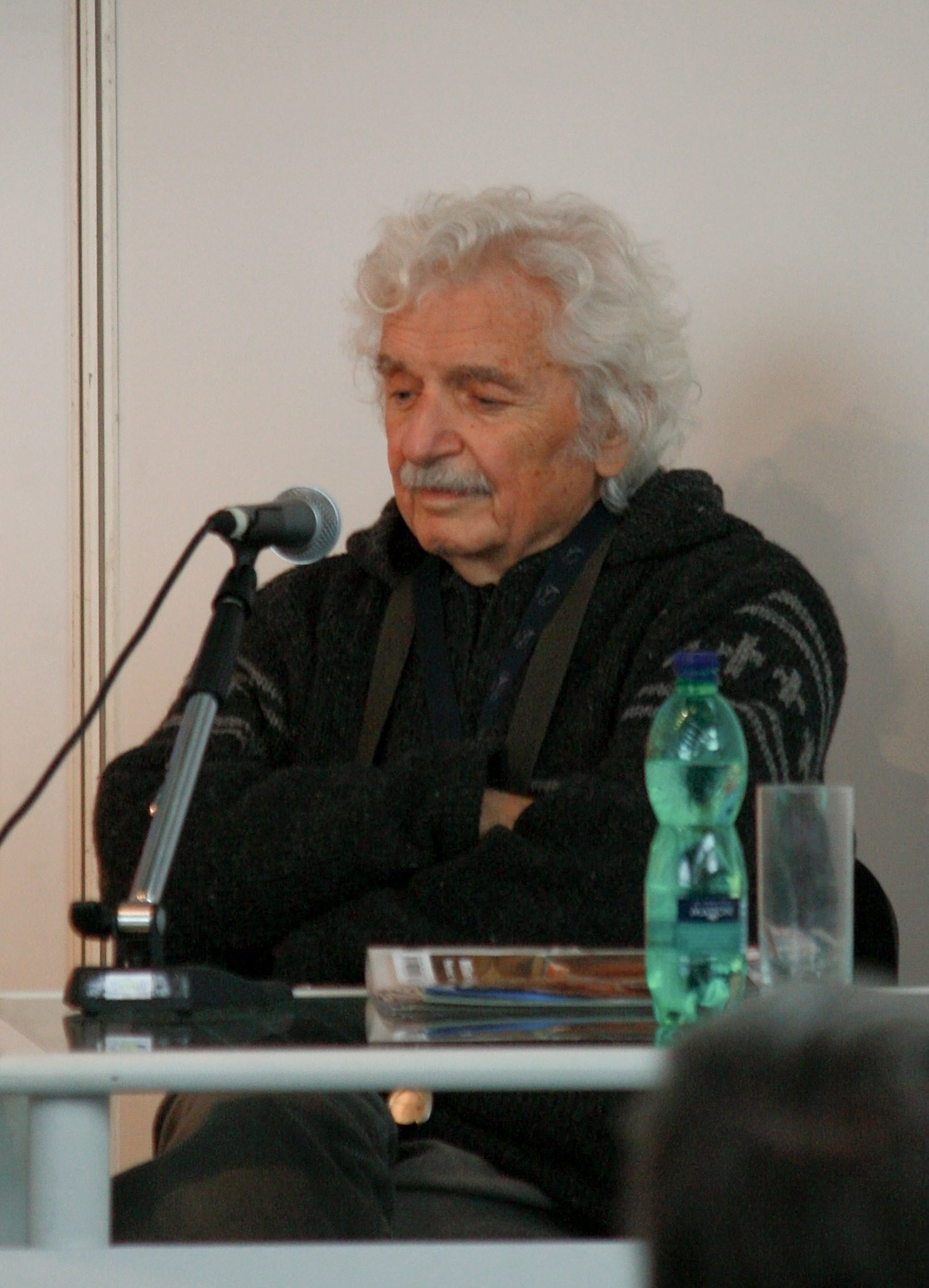
Ladislav Smoljak († 6. června)

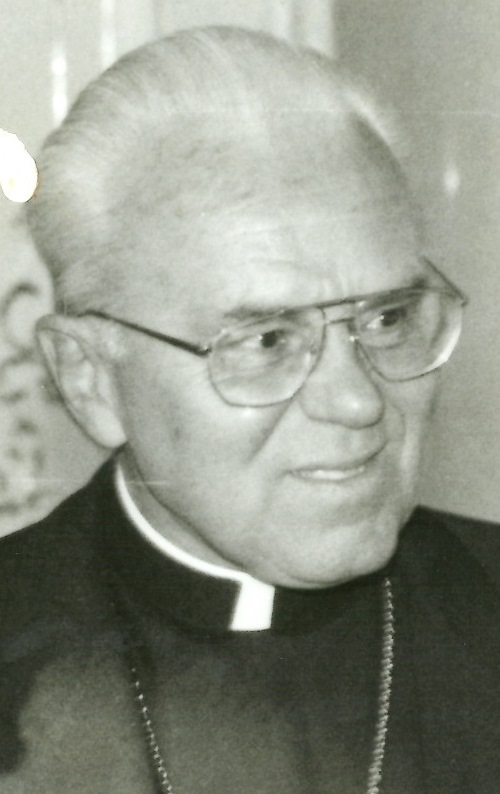
Jaroslav Škarvada († 14. června)

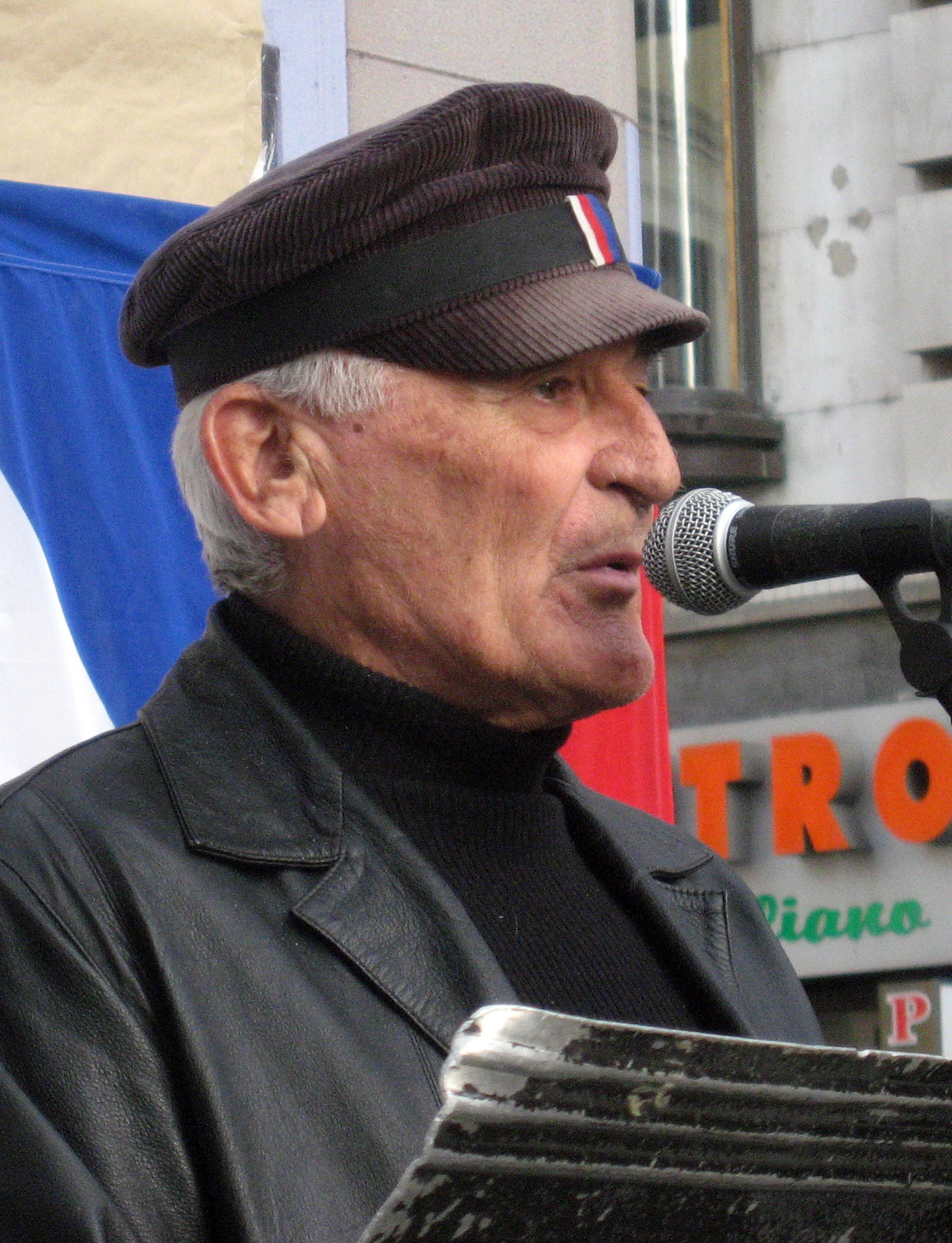
Milan Paumer († 22. července)

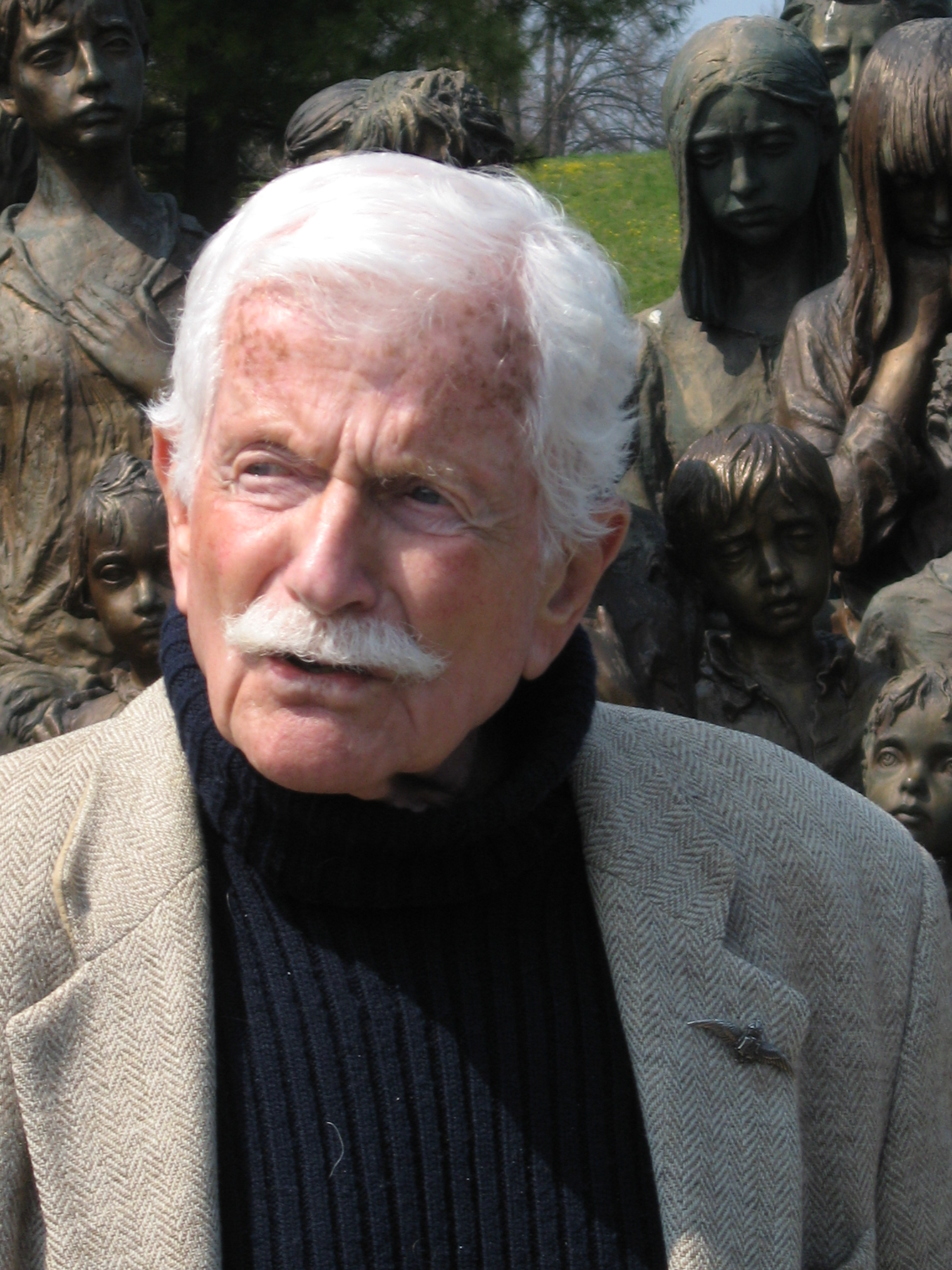
Jan Wiener († 24. listopadu)

  - Přemysl Otakar Špidlen, mistr houslař (* 18. června 1920)
  - Ivan Medek, novinář, muzikolog a muzikant (* 13. července 1925)
- 7. ledna – Jan Halas, novinář, literát a rozhlasový redaktor (* 8. května 1945)
- 9. ledna – Aleš Svoboda, anglista a lingvista, vysokoškolský pedagog (* 2. dubna 1941)
- 12. ledna
  - Vratislav Šotola, sklářský návrhář (* 9. května 1931)
  - Miloslav Bělonožník, skokan na lyžích (* 11. července 1918)
- 22. ledna – Bohumil Pastorek, herec a rozhlasový dramatik (* 25. října 1928)
- 23. ledna – Zora Rozsypalová, herečka (* 3. září 1922)
- 31. ledna – Jiří Havlis, reprezentant Československa ve veslování, olympijský vítěz (* 16. listopadu 1932)
- 2. února – Svatopluk Technik, architekt, pedagog a publicista (* 7. března 1913)
- 3. února – Václav Břicháček, psycholog a skaut (* 14. června 1930)
- 5. února – Josef Veselý, katolický kněz, básník, novinář, spisovatel a politický vězeň komunistického režimu (* 28. července 1929)
- 10. února – Václav Knoll, astronom (* 11. května 1964)
- 13. února – Werner Forman, fotograf (* 13. ledna 1921)
- 18. února – Eduard Bakalář, psycholog (* 31. října 1934)
- 19. února – Jiří Novák, sochař a restaurátor (* 6. listopadu 1922)
- 20. února – Jindřich Kučera, lingvista (* 15. února 1925)
- 22. února – Zdena Frýbová, spisovatelka a novinářka (* 30. srpna 1934)
- 27. února – Anna Fárová, česko-francouzská historička umění (* 1. června 1928)
- 1. března
  - Jarmila Turnovská, scenáristka a dramaturgyně (* 11. srpna 1930)
  - Jindřich Valouch, politik a poslanec (* 31. října 1947)
- 9. března – Zdeněk Malý, československý volejbalista (* 7. července 1926)
- 12. března – Vlastimil Lejsek, klavírista a hudební skladatel (* 21. července 1927)
- 18. března – Jiří Václavek, politik (* 23. březen 1942)
- 25. března – Robert Kopecký, politik, poslanec a starosta (* 18. dubna 1952)
- 27. března – Jindřich Bernhard Thebes, opat cisterciáckého kláštera v Oseku (* 4. listopadu 1928)
- 28. března – Jiří Horáček, virolog a mikrobiolog (* 24. března 1941)
- 29. března – Zdeněk Pešat, literární vědec, historik a estetik (* 4. listopadu 1927)
- 31. března – Gustáv Herrmann, basketbalista (* 16. března 1920)
- 3. dubna
  - Jaromír Povejšil, jazykovědec, germanista a překladatel (* 30. ledna 1931)
  - Josef Koníček, choreograf (* 2. října 1931)
- 6. dubna – Miroslav Kácha, generál, oběť komunistického bezpráví (* 21. září 1923)
- 7. dubna – Jiří Bureš, duchovní církve československé husitské a politik (* 25. listopadu 1944)
- 8. dubna – Jiří Šolc, vojenský historik (* 13. listopadu 1932)
- 12. dubna – Běla Kolářová, fotografka (* 24. března 1923)
- 13. dubna – Helena Rašková, lékařka-farmakoložka (* 2. ledna 1913)
- 16. dubna – Tomáš Špidlík, římskokatolický kněz a kardinál (* 17. prosince 1919)
- 17. dubna – Jaroslav Matějka, spisovatel (* 9. září 1927)
- 21. dubna – Ladislav Verecký, novinář, fejetonista, překladatel a spisovatel (* 25. června 1955)
- 23. dubna – Jan Balabán, spisovatel, publicista a překladatel (* 29. ledna 1961)
- 26. dubna – Jaroslava Staňková, architektka, vysokoškolská učitelka a spisovatelka (* 14. března 1937)
- 27. dubna – Tomáš Edel, historik (* 3. října 1951)
- 29. dubna – Oldřich Rafaj, literární historik, kritik, básník a překladatel (* 25. dubna 1934)
- 2. května – Bohumil Němeček, boxer (* 2. ledna 1938)
- 4. května – Jaromír Skřivánek, malíř, grafik, ilustrátor, spisovatel, básník, překladatel a cestovatel (* 10. října 1923)
- 9. května – Otakar Motejl, ministr spravedlnosti, veřejný ochránce práv (* 10. září 1932)
- 22. května – Josef Koukl, římskokatolický biskup, 18. biskup litoměřický (* 8. listopadu 1926)
- 24. května – Petr Muk, zpěvák (* 4. února 1965)
- 1. června
  - Vladimír Šnajdr, automobilový závodník
  - Vladimír Bystrov, publicista, kritik a překladatel (* 7. srpna 1935)
  - Jiří Zavřel, herec (* 5. října 1949)
- 2. června – Josef Pacák, profesor organické chemie (* 26. září 1927)
- 3. června – Ota Rambousek, americký spisovatel českého původu, účastník 3. odboje (* 21. ledna 1923)
- 6. června
  - Ladislav Smoljak, režisér, scenárista, dramatik a herec (* 9. prosince 1931)
  - Vladimír Nálevka, historik (* 21. února 1941)
- 12. června
  - František Černý, teatrolog a historik (* 21. února 1926)
  - Karel Láznička, volejbalista a trenér (* 12. června 1928)
  - Zdeněk Pulec, trombonista, zpěvák a hudební pedagog (* 8. září 1936)
- 14. června – Jaroslav Škarvada, titulární biskup litomyšlský a pomocný biskup pražský (* 14. září 1924)
- 16. června – Jaroslav Hrbáček, hydrobiolog a zooekolog (* 12. května 1921)
- 18. června – Vladimír Justl, literární kritik, historik, editor a divadelní teoretik (* 27. října 1928)
- 19. června – Slavomír Klaban, politik a ekonom (* 24. srpna 1922)
- 20. června – Vladimír Dlouhý, herec (* 10. června 1958)
- 24. června – Ludmila Dušková, překladatelka a redaktorka (* 16. května 1932)
- 1. července – Václav Babka, herec (* 11. srpna 1927)
- 2. července – Zdeněk Fišer, katolický spisovatel, překladatel a filosof (* 27. května 1929)
- 5. července – Ladislav Simajchl, kněz, spisovatel a editor Společného kancionálu českých a moravských diecézí (* 4. června 1922)
- 7. července – Vladimír Benda, teolog a filosof (* 30. září 1927)
- 14. července – Václav Roubíček, rektor Vysoké školy báňské a politik (* 1. března 1944)
- 16. července – Jaroslav Bílý, skladatel a dirigent (* 15. května 1935)
- 17. července – Stanislav Procházka, voják a generál (* 13. dubna 1922)
- 22. července – Milan Paumer, příslušník československého protikomunistického odboje (* 7. dubna 1931)
- 28. července
  - Vladimír Forst, literární historik, kritik a lexikograf (* 13. července 1921)
  - Jiřina Lukešová, filmová střihačka (* 12. září 1919)
- 10. srpna
  - Věra Janoušková, sochařka, kolážistka, malířka a grafička (* 25. června 1922)
  - Radomír Šimůnek, cyklokrosař (* 8. dubna 1962)
- 11. srpna
  - Jan Marius Tomeš, básník, esejista (* 20. září 1913)
  - Viktorie Švihlíková, klavíristka, cembalistka a hudební pedagožka (* 20. května 1915)
- 16. srpna – Peter Toperczer, vysokoškolský pedagog a klavírista slovenského původu, rektor pražské AMU (* 24. července 1944)
- 17. srpna – Ludvík Kundera, spisovatel (* 22. března 1920)
- 22. srpna – Jiří Niederle, fyzik (* 3. května 1939)
- 24. srpna
  - Antonín Baudyš, ministr obrany (* 9. září 1946)
  - Martin Kolár, herec a režisér českého znění (* 27. července 1958)
- 31. srpna – Vladimír Terš, malíř (* 6. května 1920)
- 4. září – Rudolf Pellar, herec, překladatel, zpěvák a moderátor (* 28. února 1923)
- 9. září – Antonín Schindler, hudebník (* 24. května 1925)
- 10. září – Jiří Novák, houslista (* 5. září 1924)
- 12. září – Richard Pražák, historik a hungarista (* 7. ledna 1931)
- 15. září – Hugo Demartini, sochař (* 11. července 1931)
- 16. září – Martin Štěpánek, herec a politik (* 11. ledna 1947)
- 19. září
  - Jaroslav Skála, fotograf (* 14. listopadu 1926)
  - Jiřina Pokorná, varhanice (* 11. října 1938)
- 25. září – Bedřich Jelínek, informatik a matematický lingvista (* 18. listopadu 1932)
- 28. září – Jaroslav Štika, valašský národopisec, sběratel lidové kultury (* 1. dubna 1931)
- září – Jan Pospíšil, právník, politický vězeň (* 13. srpna 1916)
- 4. října – Anna Skýbová, historička
- 11. října – Antonín Braný, fotograf a vysokoškolský pedagog (* 21. února 1954)
- 13. října – Jiří Křižan, scenárista a politický aktivista (* 26. října 1941)
- 14. říjen – Dušan Papoušek, vědec a spisovatel (* 8. května 1930)
- 15. října – Jana Lahodová, pozemní hokejistka (* 4. června 1957)
- říjen – Anna Janatková, holčička pohřešovaná následujících pět měsíců (* 26. srpna 2001)
- 21. října – Eduard Novák, československý hokejový útočník (* 27. listopadu 1946)
- 24. října – Vlastimil Letošník, hydrolog, hydrogeolog a speleolog (* 15. července 1922)
- 28. října
  - Břetislav Dolejší, fotbalový reprezentant (* 26. září 1928)
  - Jan Plovajko, plukovník, válečný veterán (* 5. února 1922)
  - Miroslav Langer, klavírista a pedagog (* 5. května 1945)
- 1. listopadu – Miloš Hynšt, divadelní režisér (* 19. prosince 1921)
- 2. listopadu – Alena Koenigsmarková, malířka (* 10. listopadu 1919)
- 4. listopadu – Viola Fischerová, básnířka a překladatelka (* 18. října 1935)
- 6. listopadu – Otakar Slavík, malíř (* 18. prosince 1931)
- 10. listopadu – Jana Ebertová, herečka a recitátorka (* 7. května 1920)
- 13. listopadu – Miroslav Plzák, lékař-matrimoniolog, sexuolog a psychiatr (* 25. srpna 1925)
- 21. listopadu – Břetislav Hartl, spisovatel (* 16. ledna 1927)
- 24. listopadu – Jan Wiener, válečný letec RAF a politický vězeň (* 26. května 1920)
- listopad – Edita Štaubertová, zpěvačka (* 21. dubna 1940)
- 2. prosince – Miriam Hynková, herečka (* 11. října 1933)
- 4. prosince – Hana Pražáková, spisovatelka (* 13. července 1930)
- 5. prosince – Heda Margoliová-Kovályová, spisovatelka (* 15. září 1919)
- 7. prosince – Jan Bočan, architekt (* 17. října 1937)
- 8. prosince – Jiří Strejc, hudební skladatel, varhaník, pedagog, sbormistr, dirigent (* 17. dubna 1932)
- 9. prosince – Josef Hercz, lékař a československý voják z doby 2. světové války (* 11. srpna 1917)
- 11. prosince – Vladislav Zadrobílek, spisovatel a malíř (* 14. listopadu 1932)
- 17. prosince – Rudolf Zukal, fotograf (* 7. června 1935)
- 20. prosince – Alena Ambrová, herečka (* 24. prosince 1955)
- 24. prosince – Eva Slámová, redaktorka, překladatelka a režisérka (* 22. září 1959)
- 26. prosince – Osvald Klapper, malíř, ilustrátor, grafik, typograf a scénograf (* 10. července 1930)
- 27. prosince – Viktor Maurer, herec (* 6. dubna 1932)
- 30. prosince – Miloš Frýba, televizní hlasatel (* 18. března 1945)
- neznámé datum
  - Jiří Kozderka, operní pěvec (* 28. dubna 1915)
  - Milena Bansetová, sochařka (* 2. července 1923)
  - Josef Hrejsemnou, architekt (* 28. května 1928)
  - Pavel Šváb, grafik a typograf, hudebník, zpěvák a divadelník (* 31. října 1936)

### Svět

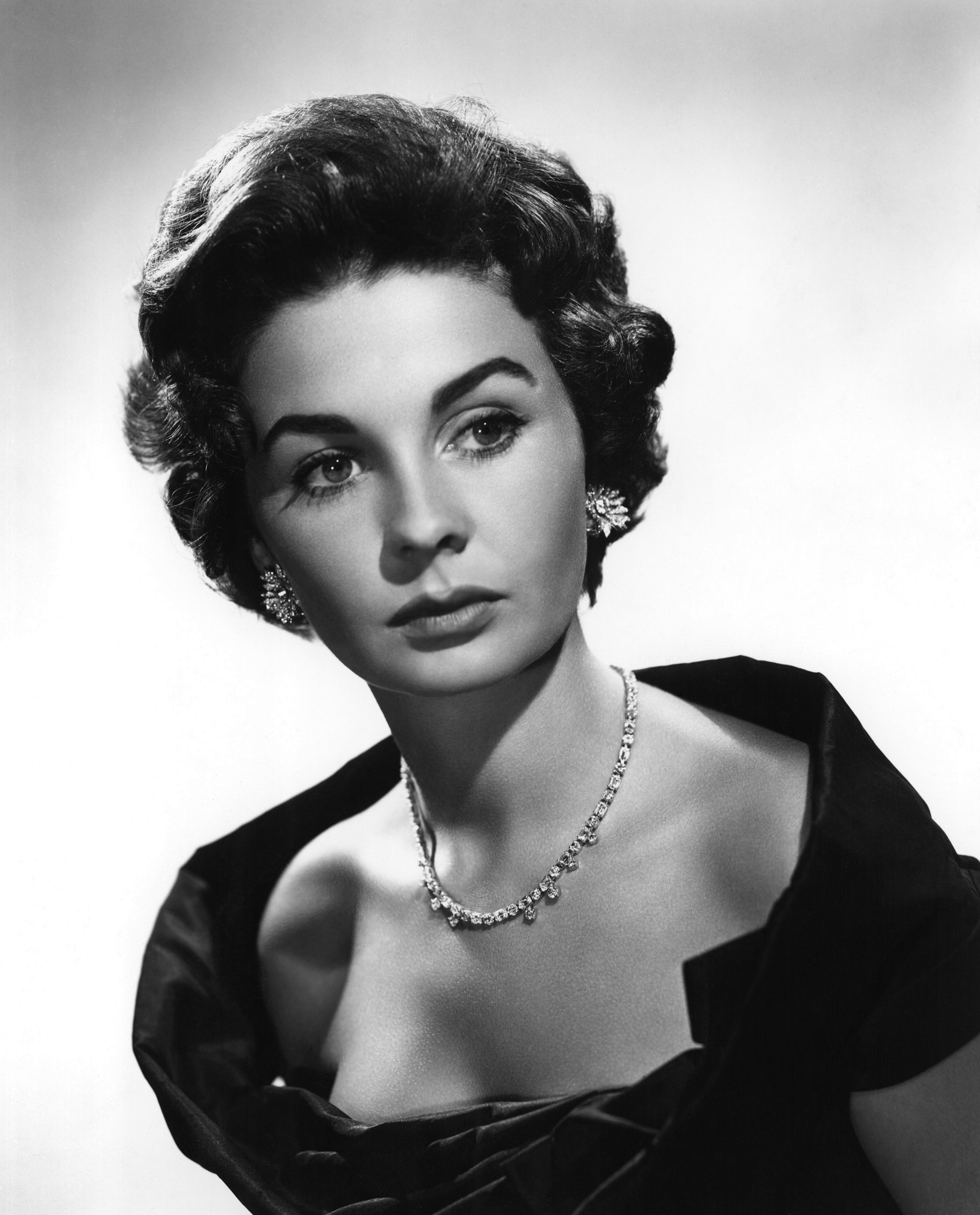
Jean Simmonsová († 22. ledna)

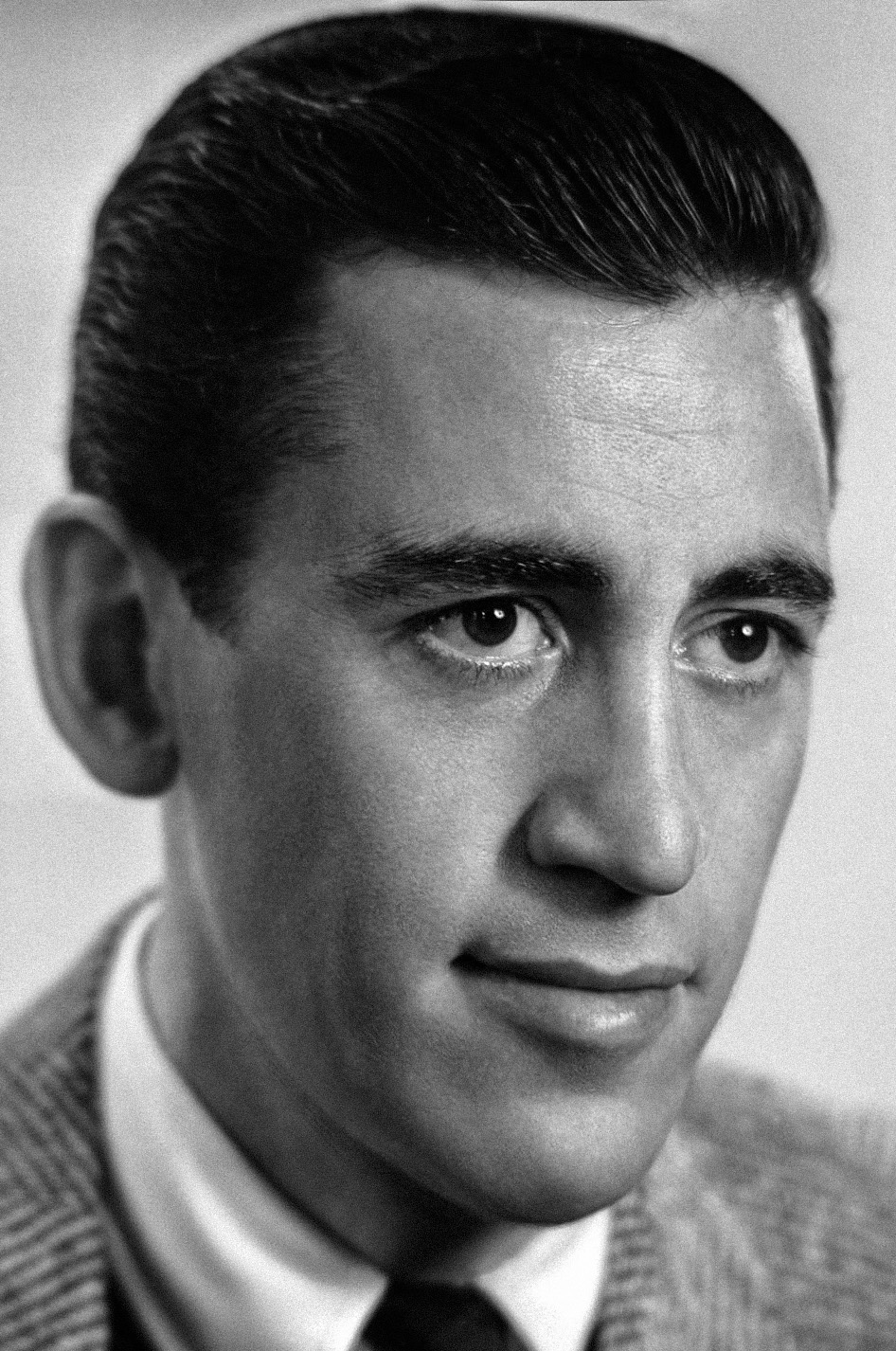
J. D. Salinger († 27. ledna)

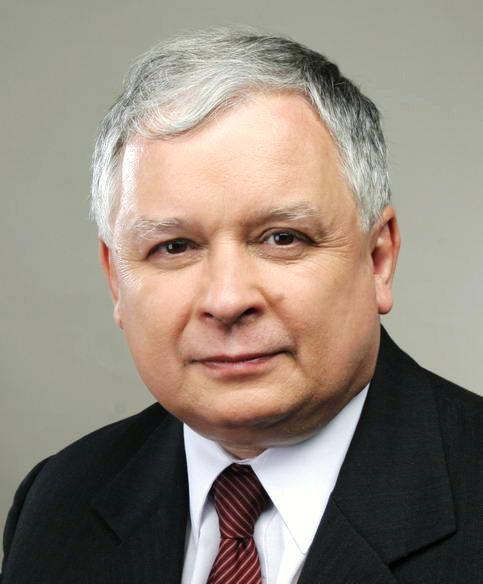
Lech Kaczyński († 10. dubna)

Juan Antonio Samaranch († 21. dubna)

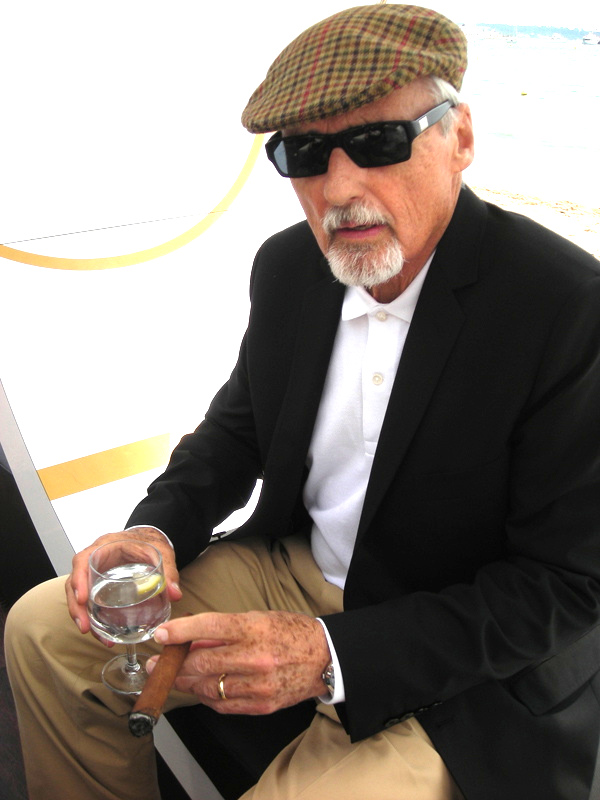
Dennis Hopper († 29. května)

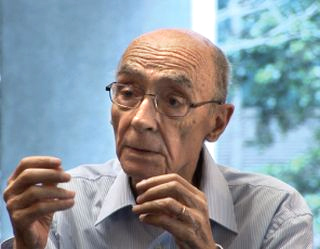
José Saramago († 18. června)

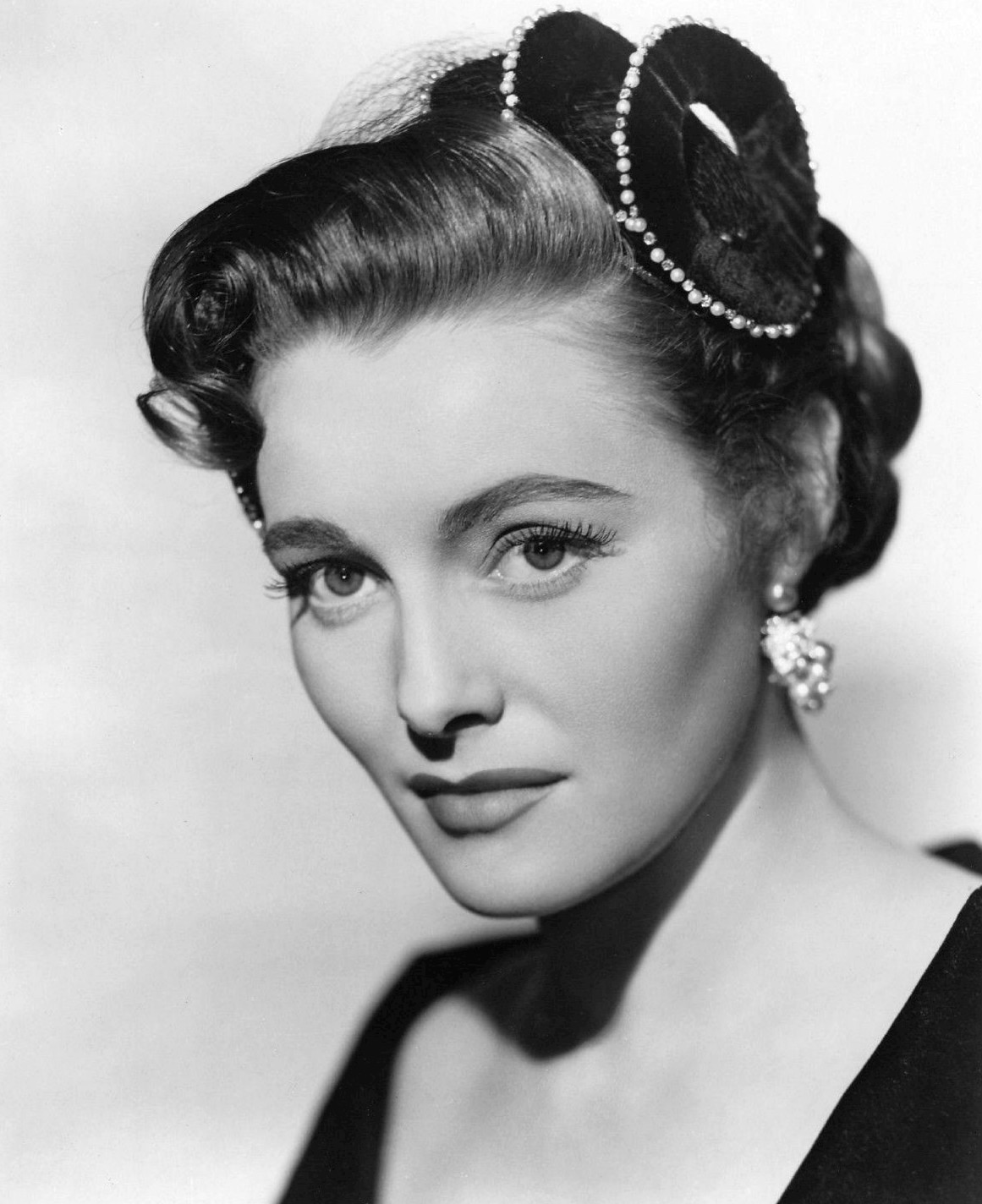
Patricia Nealová († 8. srpna)

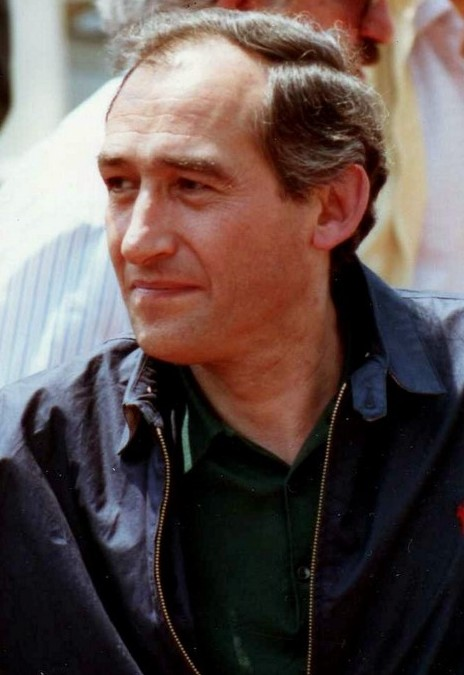
Alain Corneau († 30. srpna)

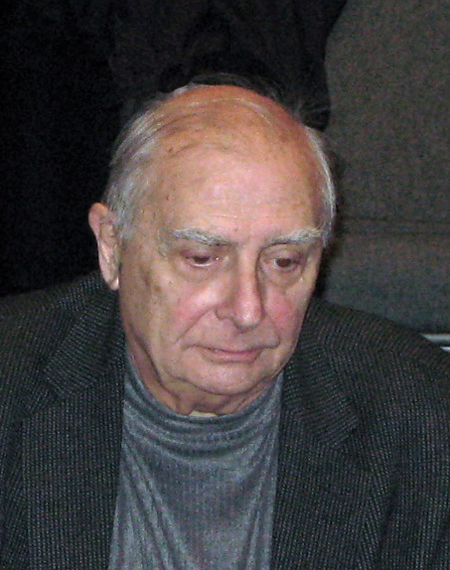
Claude Chabrol († 12. září)

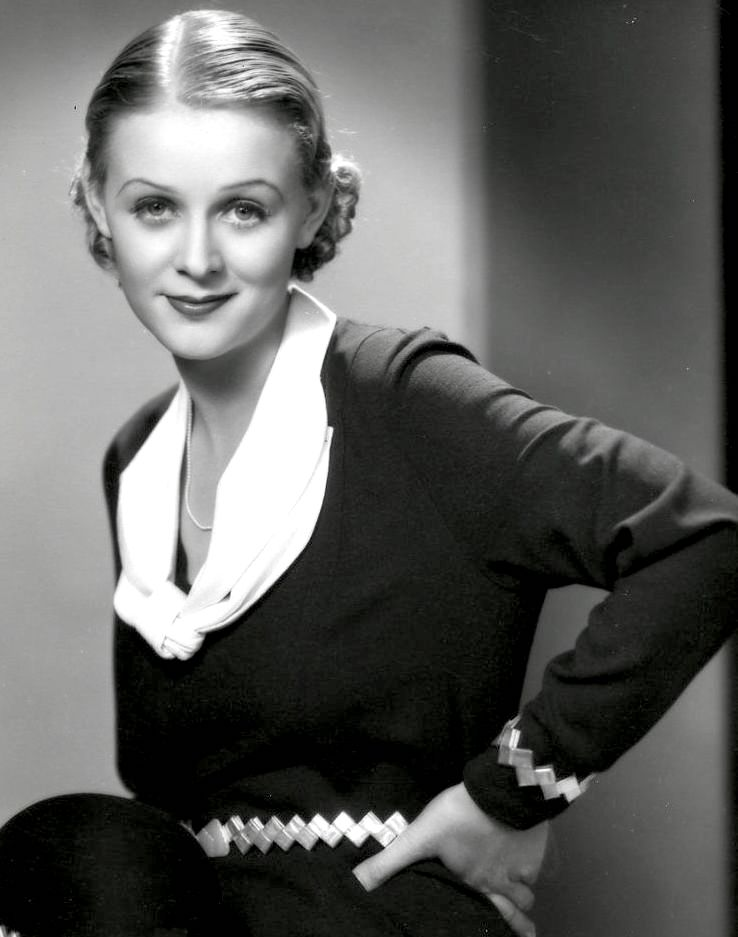
Gloria Stuartová († 26. září)

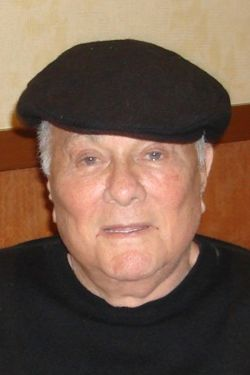
Tony Curtis († 29. září)

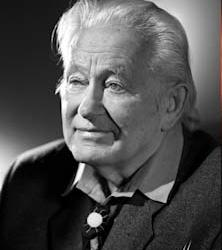
Georges Charpak († 29. září)

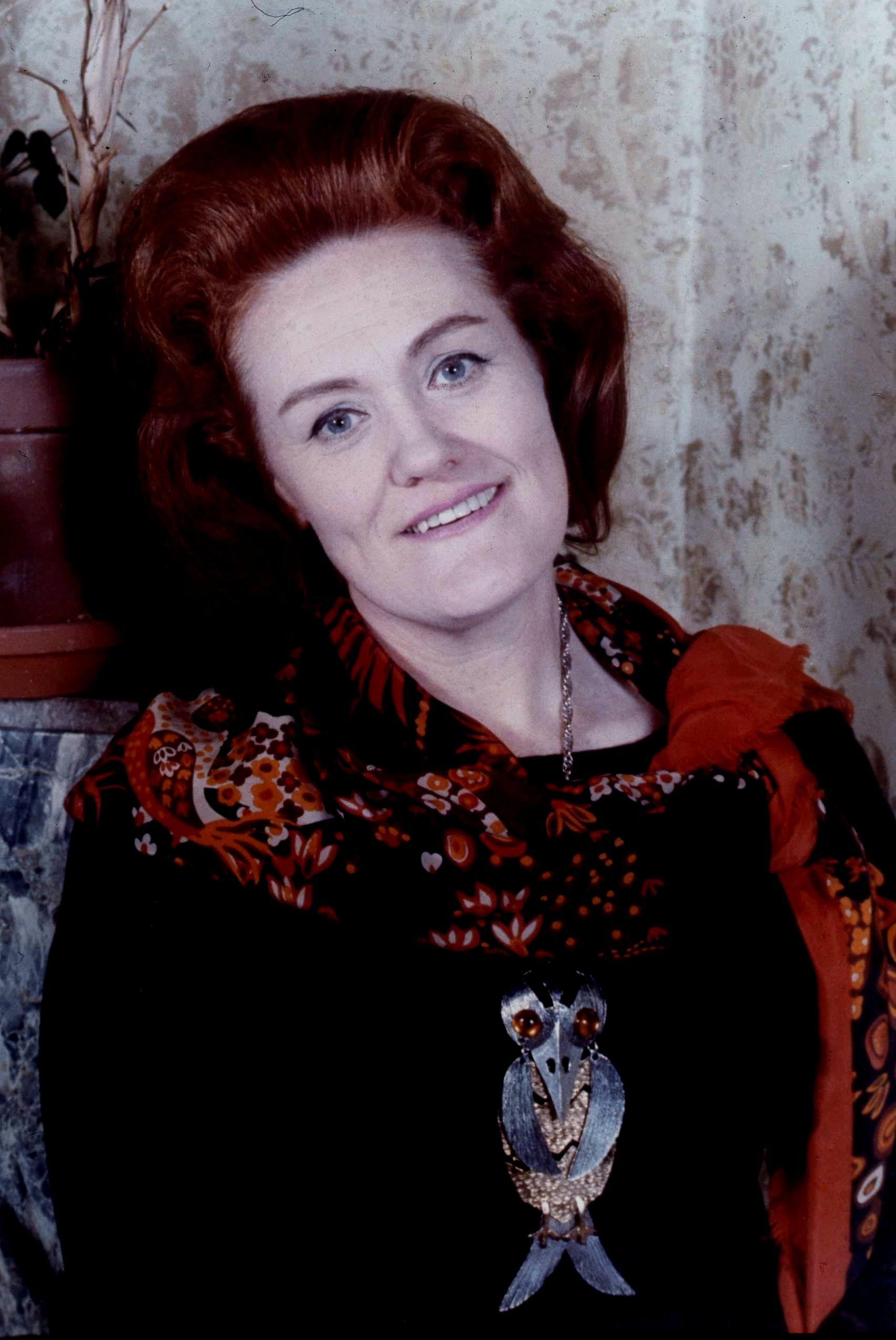
Joan Sutherlandová († 10. října)

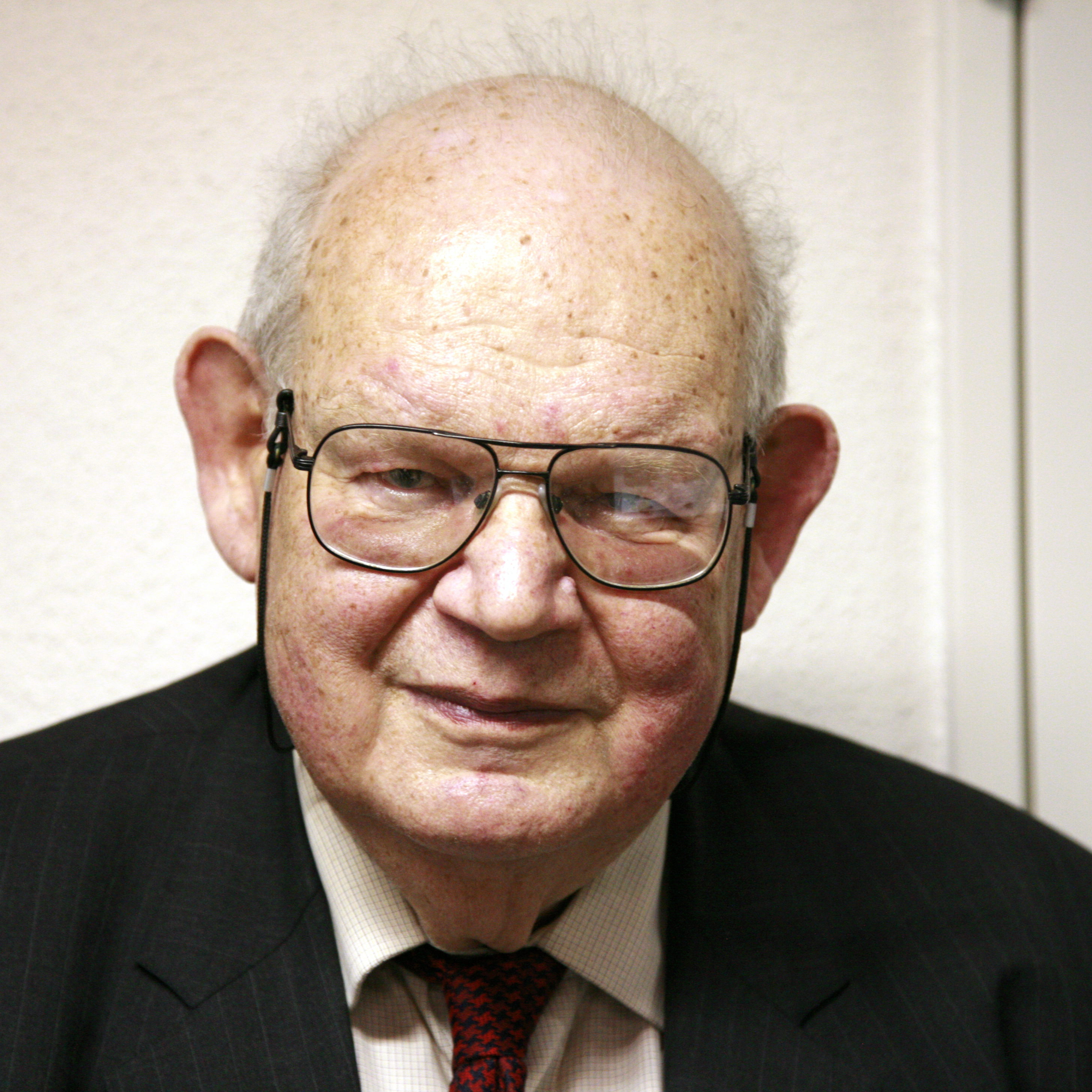
Benoît Mandelbrot († 14. října)

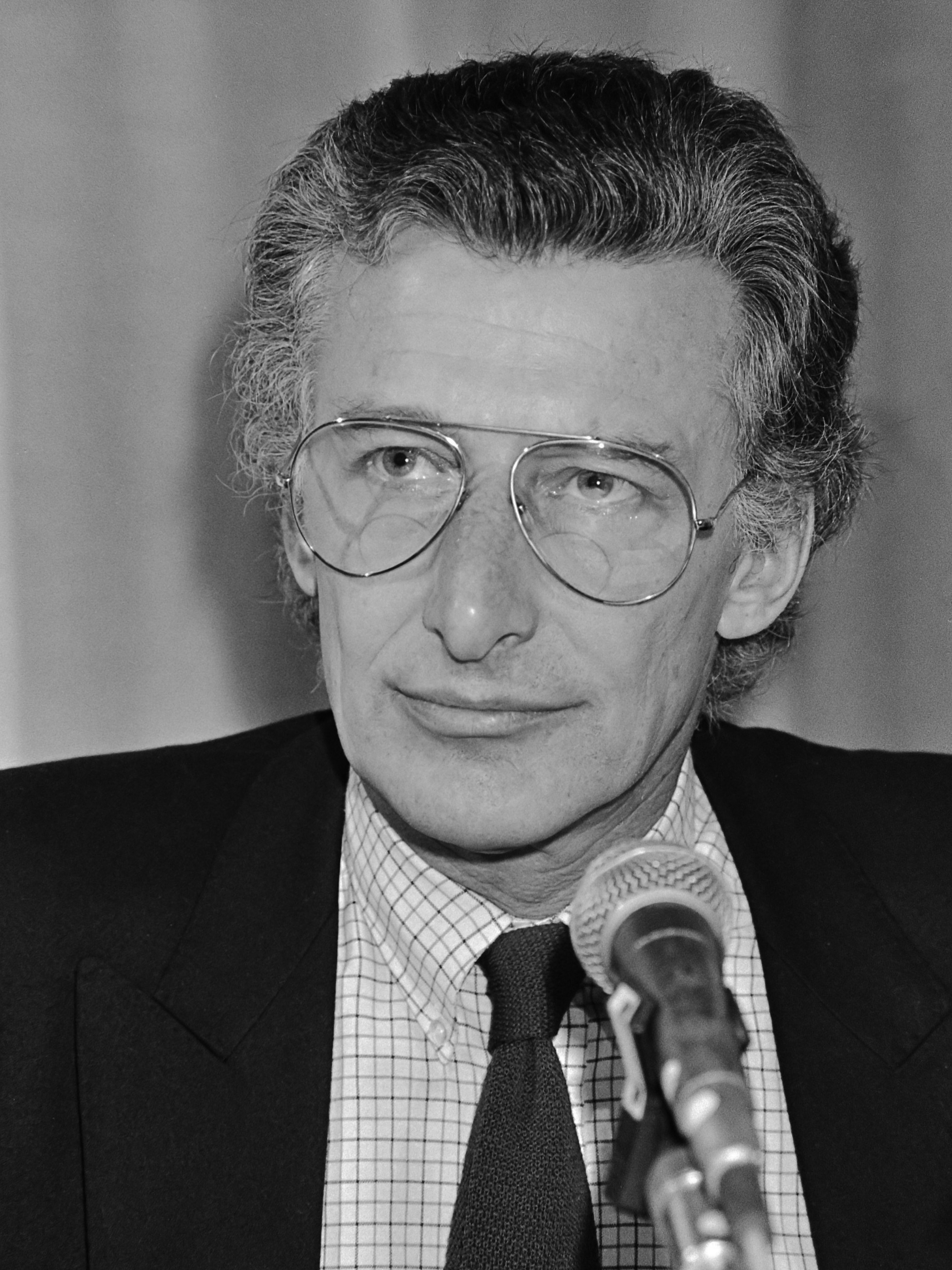
Harry Mulisch († 30. října)

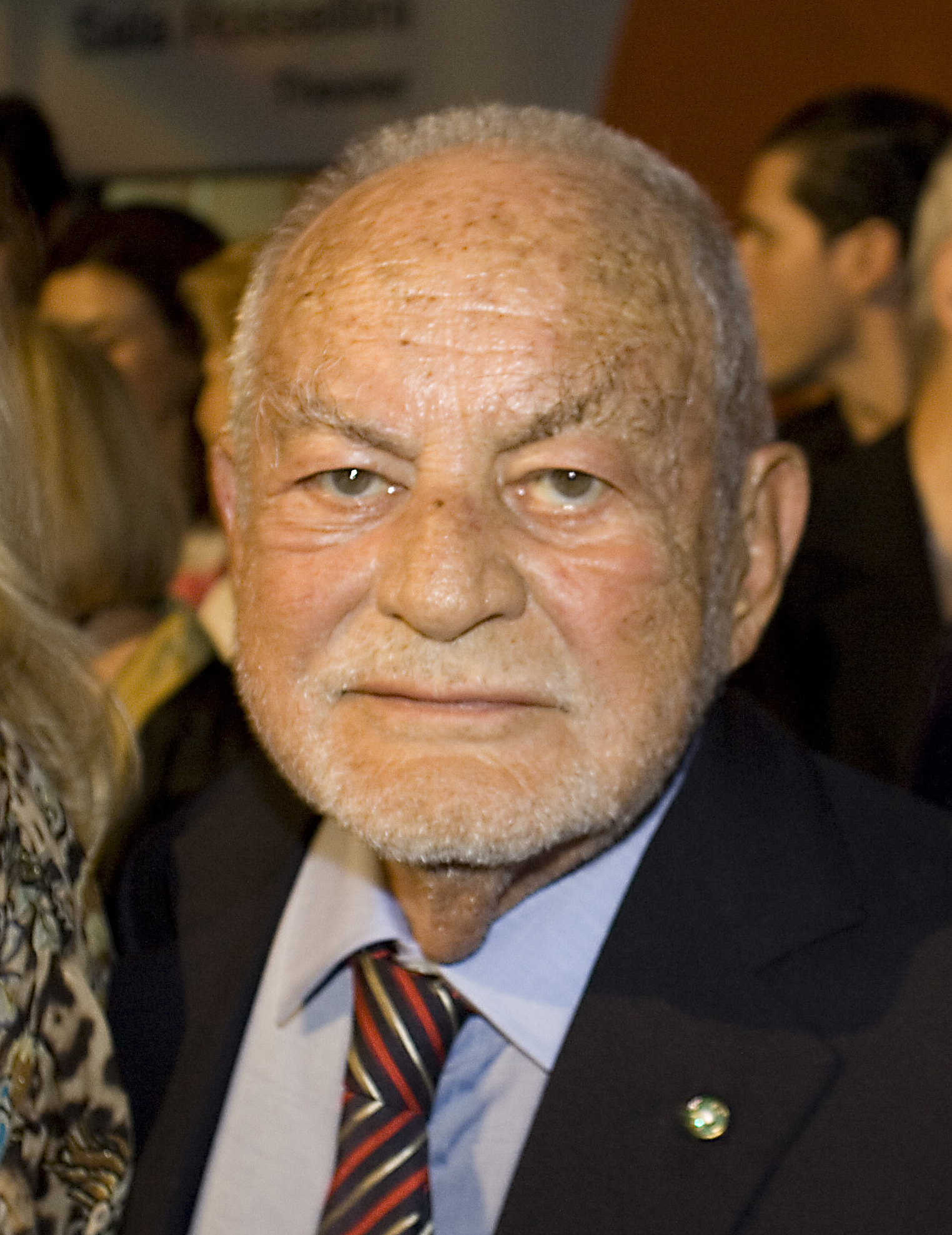
Dino De Laurentiis († 10. listopadu)

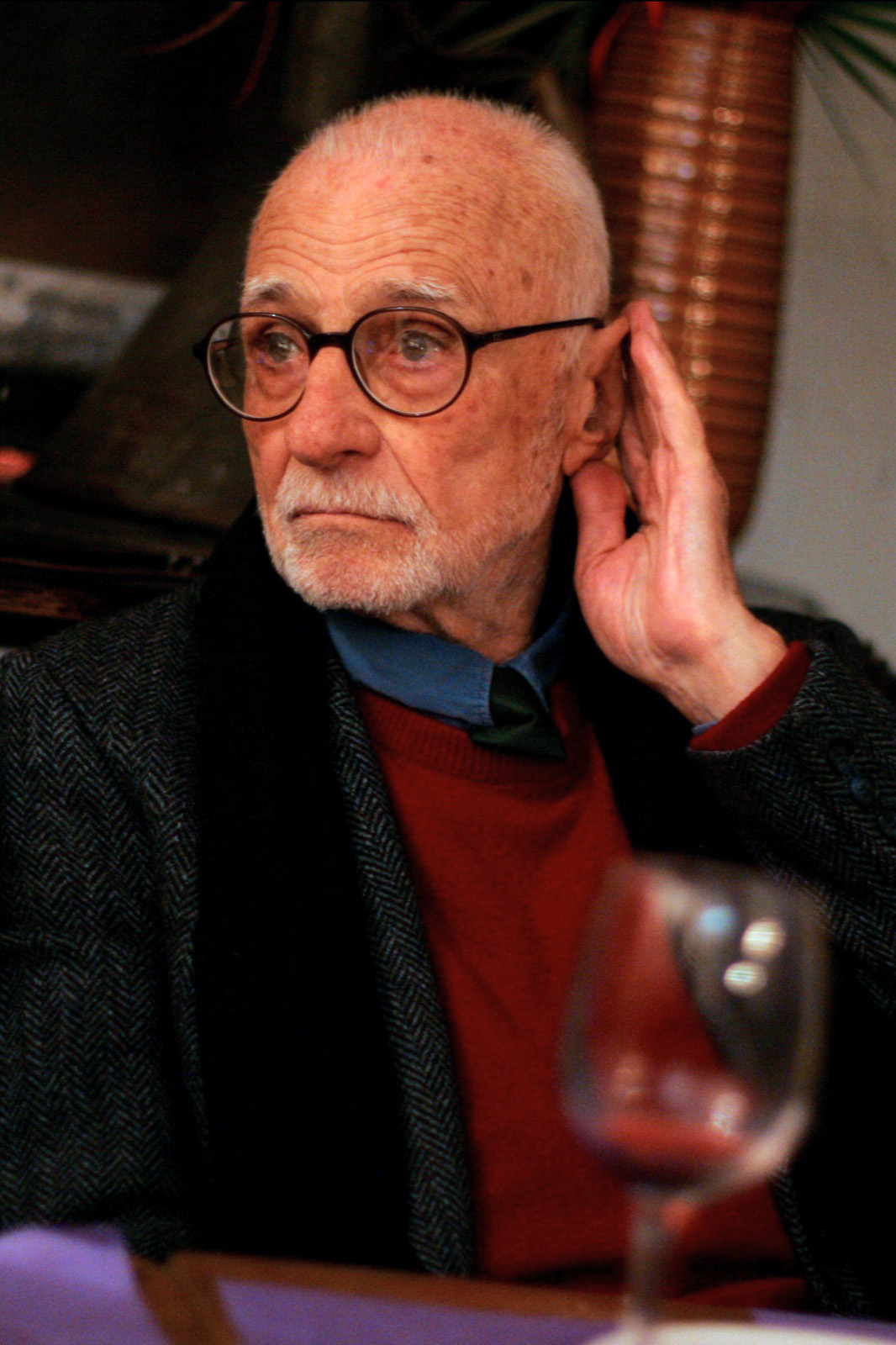
Mario Monicelli († 29. listopadu)

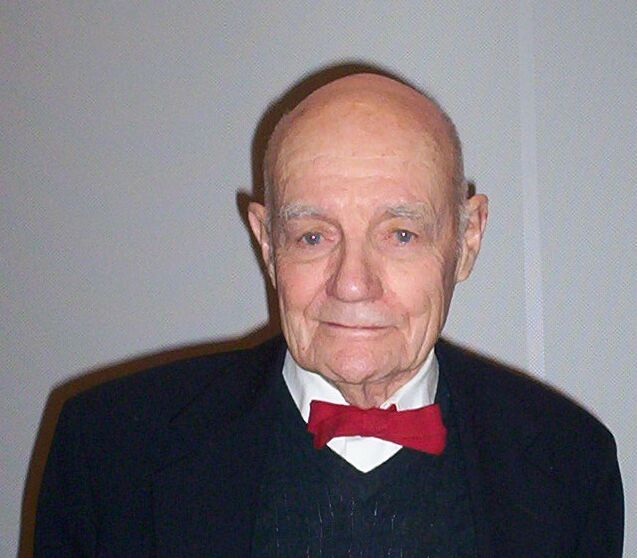
John B. Fenn († 10. prosince)

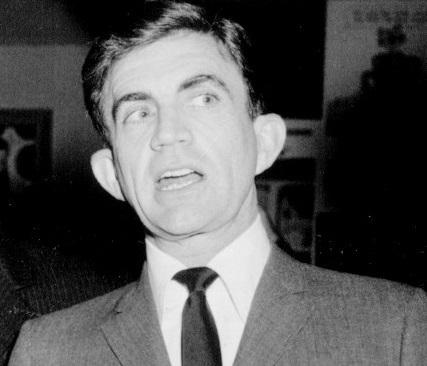
Blake Edwards († 15. prosince)

- 1. ledna – Lhasa de Sela, kanadsko-americká zpěvačka (* 27. září 1972)
- 8. ledna – Art Clokey, americký filmový animátor (* 12. října 1921)
- 9. ledna – Armand Gaétan Razafindratandra, madagaskarský kardinál (* 7. srpna 1925)
- 11. ledna
  - Miep Giesová, žena, která pomáhala skrývat Annu Frankovou (* 15. února 1909)
  - Éric Rohmer, francouzský filmový kritik, scenárista a režisér (* 4. dubna 1920)
- 12. ledna
  - Daniel Bensaïd, francouzský filozof (* 25. března 1946)
  - Zilda Arns, brazilská katolická charitativní pracovnice a dětská lékařka (* 25. října 1934)
  - Joseph Serge Miot, arcibiskup haitské arcidiecéze Port-au-Prince (* 23. listopadu 1946)
  - Masúd Alí Mohamadí, íránský fyzik (* 24. srpna 1959)
- 13. ledna – Ed Thigpen, americký jazzový bubeník (* 28. prosince 1930)
- 18. ledna – Kate McGarrigleová, kanadská zpěvačka a akordeonistka (* 6. února 1946)
- 19. ledna – Avraham Suckever, židovský básník (* 15. července 1913)
- 22. ledna – Jean Simmonsová, britská herečka (* 31. ledna 1929)
- 25. ledna – Alí Hasan al-Madžíd zvaný „Chemický Alí“, irácký ministr obrany, ministr vnitra, vojenský velitel a šéf irácké zpravodajské služby (* 30. listopadu 1941)
- 26. ledna – Geoffrey Burbidge, britsko-americký astronom (* 24. září 1925)
- 27. ledna
  - Howard Zinn, americký historik, socialista a anarchista (* 24. srpna 1922)
  - J. D. Salinger, americký spisovatel (* 1. ledna 1919)
- 3. února
  - Regina Habsbursko-Lotrinská, manželka Oty Habsburského (* 6. ledna 1925)
  - John McCallum, australský herec, scenárista a producent (* 14. března 1918)
  - Gustav A. Konitzky, americký spisovatel (* 13. listopadu 1924)
- 4. února – Kostas Axelos, řecký filozof (* 26. června 1924)
- 7. února
  - André Kolingba, prezident Středoafrické republiky (* 12. srpna 1935)
  - William Tenn, americký spisovatel sci-fi (* 9. května 1920)
- 12. února
  - Eva Kováčová, slovenská básnířka (* 14. července 1951)
  - Jake Hanna, americký jazzový bubeník (* 4. dubna 1931)
  - Nodar Kumaritašvili, gruzínský sáňkař (* 25. listopadu 1988)
- 13. února – Jamil Nasser, americký jazzový kontrabasista (* 21. června 1932)
- 14. února
  - Doug Fieger, americký hudebník a zpěvák-skladatel (* 20. srpna 1952)
  - Dick Francis, britský žokej, novinář a spisovatel detektivních románů (* 31. října 1920)
- 17. února
  - Hans Henning Ørberg, dánský didaktik a pedagog (* 21. dubna 1920)
  - Svetloslav Veigl, slovenský katolický kněz, řeholník a básník (* 24. prosince 1915)
- 20. února – Alexander Haig, americký generál a ministr zahraničí USA (* 2. prosince 1924)
- 23. února
  - Wyn Morris, velšský dirigent (* 14. února 1929)
  - Lev Kiršner, ruský spisovatel a historik (* 1922)
- 1. března – Vladimir Sergejevič Iljušin, sovětský zkušební pilot (* 31. března 1927)
- 4. března – Vladislav Ardzinba, abchazský politik a prezident mezinárodně neuznané Abchazské republiky (* 14. května 1945)
- 10. března – Alexandru Mirodan, rumunský a izraelský dramatik, novinář a literární historik (* 5. června 1927)
- 12. března – Miguel Delibes, španělský spisovatel (* 17. října 1920)
- 13. března – Jean Ferrat, francouzský zpěvák a básník (* 26. prosince 1930)
- 14. března – Peter Graves, americký herec a režisér (* 18. března 1926)
- 17. března – Alex Chilton, americký kytarista a skladatel (* 28. prosince 1950)
- 20. března
  - Giridža Prasád Koirála, nepálský premiér (* 20. února 1925)
  - Paul Marx, americký katolický kněz, benediktinský mnich a spisovatel (* 8. května 1920)
- 21. března – Wolfgang Wagner, operní režisér (* 30. srpna 1919)
- 25. března – Elisabeth Noelle-Neumannová, německá socioložka a politoložka (* 19. prosince 1916)
- 27. března – Vasilij Smyslov, sovětský šachista (* 24. března 1921)
- 28. března – Herb Ellis, americký jazzový kytarista (* 4. září 1921)
- 29. března – Alan Isler, anglický spisovatel (* 12. září 1934)
- 31. března – Keith Kissack, britský historik (* 18. listopadu 1913)
- 1. dubna – Tzannis Tzannetakis, řecký premiér (* 13. září 1927)
- 3. dubna – Eugène Terre'Blanche, jihoafrický politik a aktivista (* 31. ledna 1941)
- 5. dubna – Vitalij Sevasťjanov, sovětský konstruktér a kosmonaut (* 8. července 1935)
- 8. dubna – Malcolm McLaren, britský hudebník, módní návrhář (* 22. ledna 1946)
- 10. dubna
  - Lech Kaczyński, polský prezident (* 18. června 1949)
  - Maria Kaczyńska, manželka polského prezidenta Lecha Kaczyńského (* 21. srpna 1942)
  - Ryszard Kaczorowski, prezident Polska v exilu (* 26. listopadu 1919)
  - Stanisław Komornicki, polský brigádní generál (* 26. července 1924)
  - Anna Walentynowiczová, polská odborářská aktivistka (* 15. srpna 1929)
  - Janusz Zakrzeński, polský filmový a divadelní herec (* 8. března 1936)
  - Zbigniew Wassermann, polský politik a právník (* 17. září 1949)
  - Franciszek Gągor, náčelník generálního štábu polské armády (* 8. září 1951)

a další osobnosti, viz Havárie Tu-154 u Smolenska
- 13. dubna – Helena Rašková, farmakoložka (* 2. ledna 1913)
- 14. dubna – James R. Beniger, americký profesor komunikace a sociologie (* 16. prosince 1946)
- 15. dubna – Jack Herer, americký politický aktivista (* 18. června 1939)
- 16. dubna – Balthasar Burkhard, švýcarský fotograf (* 24. prosince 1944)
- 21. dubna – Juan Antonio Samaranch, sportovní funkcionář, předseda Mezinárodního olympijského výboru (* 17. července 1920)
- 25. dubna – Alan Sillitoe, britský prozaik (* 4. března 1928)
- 27. dubna – Morris Pert, britský hudební skladatel, bubeník a perkusionista (* 9. září 1947)
- 30. dubna – Paul Augustin Mayer, německý kardinál (* 23. května 1911)
- 4. května – Luigi Poggi, italský kardinál, vatikánský diplomat (* 25. listopadu 1917)
- 5. května – Umaru Yar'Adua, prezident Nigérie (* 16. srpna 1951)
- 7. května – Peter Acht, německý historik a diplomat (* 11. června 1911)
- 8. května – Andor Lilienthal, maďarský šachový velmistr (* 5. května 1911)
- 9. května – Lena Horne, americká zpěvačka, herečka (* 30. června 1917)
- 10. května – Frank Frazetta, americký malíř a ilustrátor (* 9. února 1928)
- 15. května
  - John Shepherd-Barron, skotský vynálezce bankomatu (* 23. června 1925)
  - Rudolf Syringus Habsbursko-Lotrinský, nejmladší syn posledního rakouského císaře Karla I. (* 5. září 1919)
- 16. května
  - Oswaldo López Aréllano, prezident Hondurasu (* 30. června 1921)
  - Ronnie James Dio, americký metalový zpěvák (* 10. července 1942)
  - Juraj Holčík, slovenský biolog, odborník na ichtyologii (* 18. října 1934)
  - Hank Jones, americký jazzový klavírista a skladatel (* 31. července 1918)
- 17. května – Bobbejaan Schoepen, belgický písničkář, herec a režisér (* 16. května 1925)
- 22. května – Martin Gardner, americký matematik (* 21. října 1914)
- 24. května – Paul Gray, americký hudebník, jeden ze zakladatelů skupiny Slipknot (* 8. dubna 1972)
- 29. května – Dennis Hopper, americký fotograf, malíř, sochař, herec a režisér (* 17. května 1936)
- 30. května
  - Peter Orlovsky, americký básník (* 8. července 1933)
  - Jurij Česnokov, sovětský volejbalista (* 22. ledna 1933)
- 31. května – Louise Bourgeois, francouzská sochařka (* 25. prosince 1911)
- 1. června – Andrej Andrejevič Vozněsenskij, ruský básník (* 12. května 1933)
- 3. června – Vladimir Arnold, ruský matematik (* 12. června 1937)
- 5. června – Danny Bank, americký jazzový saxofonista (* 17. července 1922)
- 7. června – Mordechaj Elijahu, sefardský vrchní rabín Izraele (* 3. března 1929)
- 9. června – Harold Ivory Williams, americký hráč na klávesové nástroje (* 25. srpna 1949)
- 11. června – Janko Smole, slovinský bankéř, finančník a politik (* 2. června 1921)
- 12. června – Jerzy Stefan Stawiński, polský prozaik, filmový scenárista a režisér (* 1. července 1921)
- 14. června – Leonid Děnisovič Kizim, sovětský letec a kosmonaut (* 5. srpna 1941)
- 16. června – Ronald Neame, anglický kameraman, scenárista a režisér (* 23. dubna 1911)
- 18. června
  - José Saramago, portugalský spisovatel a nositel Nobelovy ceny (* 16. listopadu 1922)
  - Marcel Bigeard, francouzský generál (* 14. února 1916)
- 23. června – Pete Quaife, anglický hudebník a skladatel (* 31. prosince 1943)
- 24. června
  - Kazimierz Paździor, polský boxer, olympijský vítěz (* 4. března 1935)
  - Fred Anderson, americký jazzový saxofonista (* 22. března 1929)
- 26. června
  - Benny Powell, americký jazzový pozounista (* 1. března 1930)
  - Algirdas Mykolas Brazauskas, litevský prezident (* 22. září 1932)
- 2. července – Carl Adam Petri, německý matematik a počítačový vědec (* 12. července 1926)
- 4. července – Jehuda Lahav, izraelský spisovatel a novinář slovenského původu (* 17. ledna 1930)
- 5. července – Cesare Siepi, italský operní zpěvák (* 10. února 1923)
- 12. července
  - Tuli Kupferberg, americký básník a hudebník (* 28. září 1923)
  - Günter Behnisch, německý architekt (* 12. června 1922)
  - Harvey Pekar, komiksový autor a kritik (* 8. října 1939)
- 14. července – Charles Mackerras, britský dirigent a hudební skladatel (* 17. listopadu 1925)
- 19. července – Cécile Aubryová, francouzská filmová herečka, spisovatelka a televizní scenáristka (* 3. srpna 1928)
- 21. července – Luis Alberto Corvalán, chilský politik (* 14. září 1916)
- 23. července – Stephen Gilbert, irský spisovatel (* 22. července 1912)
- 24. července
  - Mia Oremović, chorvatská herečka (* 31. července 1918)
  - Alex Higgins, irský hráč snookeru, mistr světa (* 18. března 1949)
- 26. července – Ben Keith, americký kytarista, klávesista, skladatel a producent (* 6. března 1937)
- 29. července – Robert C. Tucker, americký diplomat, historik a politolog (* 29. května 1918)
- 5. srpna – Godfrey Binaisa, prezident Ugandy (* 30. května 1920)
- 6. srpna – Tony Judt, britský historik (* 2. ledna 1948)
- 7. srpna – Bruno Cremer, francouzský herec, představitel komisaře Maigreta (* 6. října 1929)
- 8. srpna – Patricia Nealová, americká herečka (* 20. ledna 1926)
- 10. srpna – David L. Wolper, americký televizní producent (* 11. ledna 1928)
- 11. srpna – James Mourilyan Tanner, britský dětský endokrinolog (* 1. srpna 1920)
- 14. srpna – Abbey Lincoln, americká jazzová zpěvačka, herečka a skladatelka (* 6. srpna 1930)
- 16. srpna
  - Peter Toperczer, slovenský klavírista a hudební pedagog (* 24. července 1944)
  - Nicola Cabibbo, italský jaderný fyzik (* 10. dubna 1935)
- 17. srpna
  - Francesco Cossiga, italský prezident (* 26. července 1928)
  - Frank Kermode, anglický literární teoretik (* 29. listopadu 1919)
- 18. srpna
  - Karel Hugo Bourbonsko-Parmský, vévoda parmský, král španělský, král Etrurie (* 8. dubna 1930)
  - Harold Connolly, americký atlet-kladivář, olympijský vítěz (* 1. srpna 1931)
- 21. srpna – Chloé Graftiauxová, belgická sportovní lezkyně (* 18. července 1987)
- 26. srpna – Raimon Panikkar, španělský katolický kněz a teolog (* 3. listopadu 1918)
- 27. srpna – Anton Geesink, reprezentant Nizozemska v judu (* 6. dubna 1934)
- 28. srpna – William B. Lenoir, americký astronaut (* 14. března 1939)
- 30. srpna
  - Francisco Varallo, argentinský fotbalista (* 5. února 1910)
  - Alain Corneau, francouzský scenárista a režisér (* 7. srpna 1943)
- 3. září
  - José Augusto Torres, portugalský fotbalista (* 8. září 1938)
  - Mike Edwards, anglický zpěvák (* 31. květen 1948)
- 5. září – Šója Tomizawa, japonský motocyklový závodník (* 10. prosince 1990)
- 8. září – Hadley Caliman, americký jazzový saxofonista (* 12. ledna 1932)
- 9. září – Bent Larsen, dánský šachista (* 4. března 1935)
- 12. září – Claude Chabrol, francouzský režisér a scenárista (* 24. června 1930)
- 13. září – Anton Șuteu, rumunský hudební skladatel (* 17. ledna 1947)
- 16. září – Mario Rodríguez Cobos, argentinský spisovatel (* 6. ledna 1938)
- 24. září
  - Jure Robič, slovinský sportovec cyklista (* 10. dubna 1965)
  - Gennadij Janajev, sovětský politik (* 26. srpna 1937)
- 25. září – Mária Maľcovská, slovenská publicistka, básnířka a spisovatelka (* 5. května 1951)
- 26. září – Gloria Stuartová, americká herečka (* 4. června 1910)
- 28. září
  - Jisra'el Dostrovsky, fyzikální chemik, předseda izraelské Komise pro atomovou energii (* 29. listopadu 1918)
  - Arthur Penn, americký filmový režisér (* 27. září 1922)
- 29. září
  - Tony Curtis, americký herec (* 3. června 1925)
  - Georges Charpak, francouzský fyzik polského původu, nositel Nobelovy ceny (* 1. srpna 1924)
- 1. října – Gerard Labuda, polský medievista, pedagog a publicista (* 28. prosince 1916)
- 3. října – Claude Lefort, francouzský filosof (* 21. dubna 1924)
- 4. října
  - Josef Rötzer, rakouský lékař, tvůrce symptotermální metody přirozeného plánování rodičovství (* 21. března 1920)
  - Ladislav Snopek, slovenský sochař (* 10. prosince 1919)
- 7. října
  - T Lavitz, americký jazz rockový klávesista, skladatel (* 16. dubna 1956)
  - Milka Planincová, jugoslávská premiérka (* 21. listopadu 1924)
- 9. října
  - Zecharia Sitchin, izraelský novinář a záhadolog (* 11. července 1920)
  - Maurice Allais, francouzský ekonom, nositel Nobelovy ceny (* 31. května 1911)
- 10. října
  - Joan Sutherlandová, australská operní pěvkyně, koloraturní soprán (* 7. listopadu 1926)
  - Solomon Burke, americký zpěvák, textař (* 21. března 1940)
- 12. října – Belva Plain, americká spisovatelka (* 9. října 1915)
- 13. října – General Johnson, americký rhythm and bluesový hudebník, skladatel (* 23. května 1941)
- 14. října
  - Hermann Scheer, předseda Světové rady pro obnovitelné zdroje energie (* 29. dubna 1944)
  - Benoît Mandelbrot, francouzský matematik, zakladatel fraktální geometrie (* 20. listopadu 1924)
- 18. října – Marion Brown, americký jazzový altsaxofonista (* 8. září 1931)
- 20. října – Harvey Phillips, americký tubista (* 2. prosince 1929)
- 25. října
  - Gregory Isaacs, jamajský zpěvák a hudební skladatel (* 15. července 1951)
  - Vesna Parun, chorvatská básnířka (* 10. dubna 1922)
- 27. října – Néstor Kirchner, argentinský prezident (* 25. února 1950)
- 28. října
  - Ehud Necer, izraelský archeolog (* 13. května 1934)
  - Robert Ellenstein, americký herec (* 18. června 1923)
- 30. října – Harry Mulisch, nizozemský spisovatel (* 27. července 1927)
- 3. listopadu – Viktor Černomyrdin, ruský politik (* 9. dubna 1938)
- 5. listopadu – Hajo Herrmann, německý válečný veterán, plukovník Luftwaffe (* 1. srpna 1913)
- 6. listopadu – Walter Isard, americký ekonom (* 19. dubna 1919)
- 8. listopadu – Ernest Valko, slovenský právník, politik a jediný předseda československého federálního Ústavního soudu (* 10. srpna 1953)
- 9. listopadu – Elena Várossová, slovenská filozofka (* 8. února 1926)
- 10. listopadu – Dino De Laurentiis, italský filmový producent (* 8. srpna 1919)
- 12. listopadu – Henryk Górecki, polský hudební skladatel (* 6. prosince 1933)
- 17. listopadu – Giorgi Arsenišvili, gruzínský vědec a politik (* 5. ledna 1942)
- 19. listopadu – Pat Burns, kanadský hokejový trenér (* 4. dubna 1952)
- 22. listopadu
  - Julien Guiomar, francouzský herec (* 3. května 1928)
  - Urbano Navarrete Cortés, španělský kardinál, rektor Papežské univerzity Gregoriana (* 25. května 1920)
- 25. listopadu – Peter Christopherson, anglický hudebník, výtvarník a fotograf (* 27. února 1955)
- 26. listopadu – Milan Ferko, slovenský spisovatel (* 14. prosince 1929)
- 28. listopadu – Leslie Nielsen, kanadskoamerický herec (* 11. února 1926)
- 29. listopadu – Mario Monicelli, italský filmový režisér a scenárista (* 16. května 1915)
- 30. listopadu
  - Monty Sunshine, anglický klarinetista (* 9. dubna 1928)
  - Peter Hofmann, německý operní pěvec (* 22. srpna 1944)
- 1. prosince – Adriaan Blaauw, nizozemský astronom (* 12. dubna 1914)
- 2. prosince – Michele Giordano, arcibiskup Neapole, kardinál (* 26. září 1930)
- 4. prosince – Ivan Krivosudský, slovenský herec (* 1. března 1927)
- 9. prosince – James Moody, americký jazzový saxofonista, flétnista a skladatel (* 26. března 1925)
- 10. prosince – John Bennett Fenn, americký chemik, nositel Nobelovy ceny (* 15. června 1917)
- 13. prosince – Richard Holbrooke, americký diplomat, bankéř a novinář (* 24. dubna 1941)
- 15. prosince
  - Rachel Bromwichová, britská filoložka (* 30. července 1915)
  - Blake Edwards, americký filmový režisér a producent (* 26. července 1922)
  - Imre Polyák, maďarský zápasník, olympijský vítěz (* 16. dubna 1932)
- 17. prosince
  - Nico Papatakis, řecký filmový režisér (* 5. července 1918)
  - Captain Beefheart, americký zpěvák (* 15. ledna 1941)
- 18. prosince – Ján Bukovský, vatikánský diplomat slovenského původu (* 18. ledna 1924)
- 21. prosince – Lech Emfazy Stefański, polský spisovatel, novinář, překladatel (* 2. července 1928)
- 25. prosince – Carlos Andrés Pérez, venezuelský prezident (* 27. října 1922)
- 28. prosince
  - Dov Judkovski, izraelský novinář (* 24. března 1923)
  - Billy Taylor, americký jazzový pianista a skladatel (* 24. července 1921)
- 30. prosince – Bobby Farrell, nizozemský zpěvák a tanečník, člen skupiny Boney M. (* 6. října 1949)
- neznámé datum – Janko Konstantinov, makedonský architekt (* 18. ledna 1926)

## Hlavy států

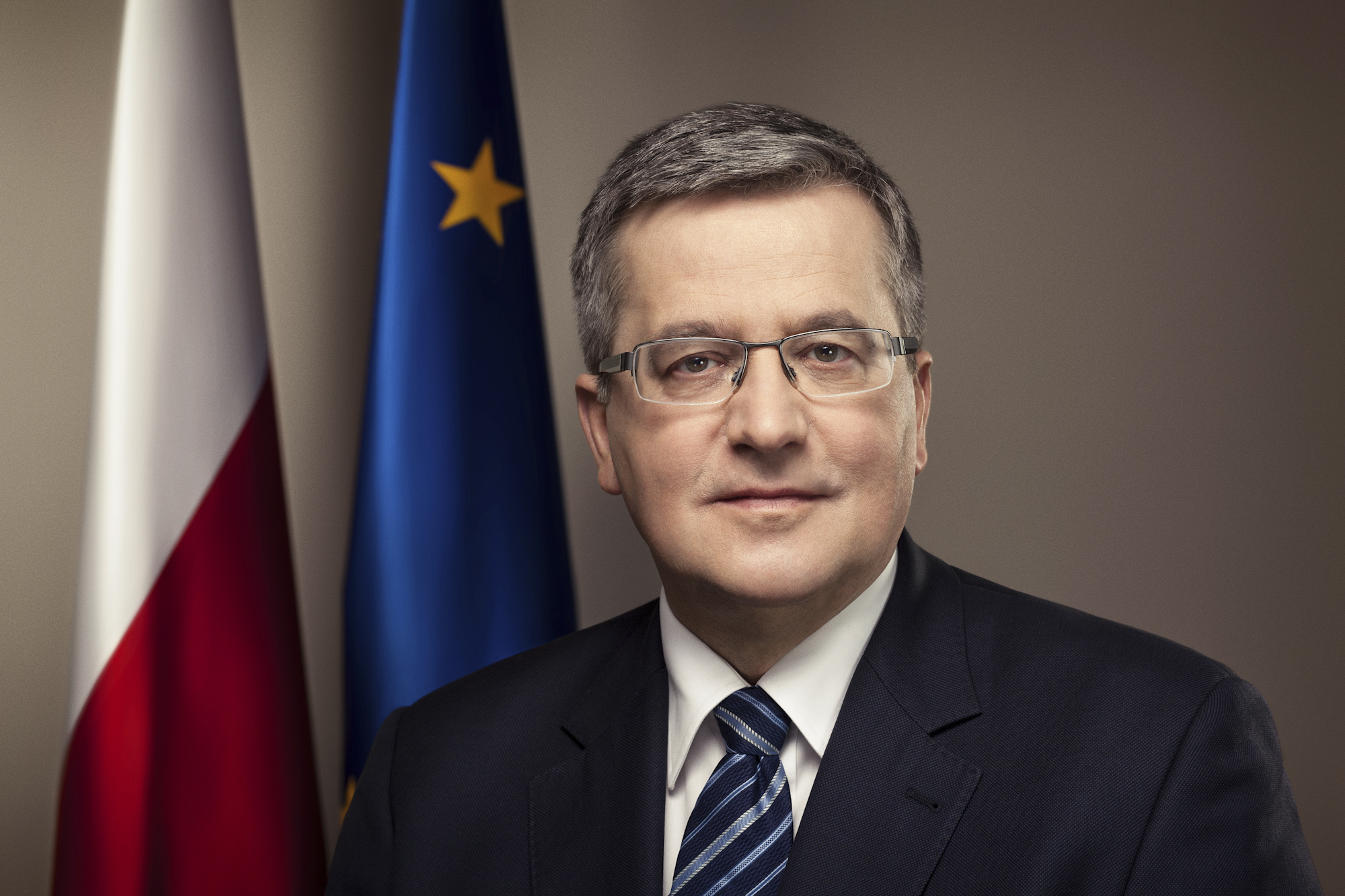
Polským prezidentem se stal Bronisław Komorowski

V tomto seznamu jsou uvedeni pouze představitelé nejvýznamnějších států.
- Belgie – král Albert II. (1993–2013)
- Brazílie – prezident Luiz Inácio Lula da Silva (2003–2010)
- Čínská lidová republika – prezident Chu Ťin-tchao (2003–2013)
- Česko – prezident Václav Klaus (2003–2013)
- Dánsko – královna Markéta II. (1972–2024)
- Egypt – prezident Husní Mubárak (1981–2011)
- Francie – prezident Nicolas Sarkozy (2007–2012)
- Indie – prezidentka Pratibha Pátilová (2007–2012)
- Itálie – prezident Giorgio Napolitano (2006–2015)
- Izrael – prezident Šimon Peres (2007–2014)
- Japonsko – císař Akihito (1989–2019)
- Jihoafrická republika – prezident Jacob Zuma (2009–2018)
- Kanada
  - generální guvernérka Michaëlle Jeanová (2005–2010)
  - generální guvernér David Johnston (2010–2017)
- Maďarsko
  - prezident László Sólyom (2005–2010)
  - prezident Pál Schmitt (2010–2012)
- Mexiko – prezident Felipe Calderón (2006–2012)
- Německo
  - prezident Horst Köhler (2004–2010)
  - prezident Christian Wulff (2010–2012)
- Nizozemsko – královna Beatrix (1980–2013)
- Polsko
  - prezident Lech Kaczyński (2005–2010)
  - prezident Bronisław Komorowski (2010–2015)
- Rakousko – prezident Heinz Fischer (2004–2016)
- Rusko – prezident Dmitrij Medveděv (2008–2012)
- Slovensko – prezident Ivan Gašparovič (2004–2014)
- Spojené království – královna Alžběta II. (1952–2022)
- Spojené státy americké – prezident Barack Obama (2009–2017)
- Španělsko – král Juan Carlos I. (1975–2014)
- Turecko – prezident Abdullah Gül (2007–2014)
- Ukrajina
  - prezident Viktor Juščenko (2005–2010)
  - prezident Viktor Janukovyč (2010–2014)
- Vatikán – papež a suverén Vatikánu Benedikt XVI. (2005–2013)